# Mini Countryman
Der Mini Countryman ist die SUV-Modellreihe der Automobilmarke Mini von BMW. Die erste Generation des Fahrzeugs wurde im September 2010 in den Markt eingeführt; die zweite Generation kam im Februar 2017 in den Handel. Die dritte Generation folgte Anfang 2024.

## Erste Generation R60 (2010–2017)
| Sterne im Euro-NCAP-Crashtest (2010) |

### Geschichte
Das Konzeptfahrzeug des Countryman, das Mini Crossover Concept, wurde auf dem Pariser Autosalon im Oktober 2008 der Öffentlichkeit vorgestellt. Das Design entstand unter Gert Volker Hildebrand. Vor dem Serienstart war auf der Auto Show in Detroit 2010 eine SUV-Buggy-Studie (Beachcomber) gezeigt worden. Der Countryman wurde am 18. September 2010 im Markt eingeführt. Hergestellt wird der Countryman der ersten Generation (interne Bezeichnung: R60) von Magna Steyr in Graz. Die Bezeichnung geht auf Austin zurück: Die Kombimodelle dieser Marke hießen „Countryman“. Im März 2013 kam das vom Countryman abgeleitete SUV-Coupé Paceman auf den Markt. Im Jahr 2014 wurden über 106.990, im Jahr 2015 über 80.200 Countryman verkauft; insgesamt wurden etwa 550.000 Fahrzeuge vom Viertürer hergestellt.

### Technik
Das fünftürige Fahrzeug ist etwa 4,10 Meter lang und bietet Platz für vier oder fünf Personen. Der Kofferraum des Mini Countryman fasst 350 Liter, dieser kann durch Verschieben der hinteren Sitze auf 450 Liter erweitert werden und durch Umlegen der Sitze auf 1170 Liter.
Wahlweise ist für die Modelle Cooper S, Cooper D und Cooper SD ein ALL4 genannter Allradantrieb erhältlich. Bei diesem verteilt ein elektromagnetisch betätigtes Mittendifferenzial die Kraft gleichmäßig auf Vorder- und Hinterachse, es kann aber auch die Kraft bis zu 100 Prozent auf die Hinterachse geben. Das Fahrwerk hat eine MacPherson-Vorderachse und eine Fünflenker-Hinterachse in Aluminium-Bauweise. Gelenkt wird mit einer Zahnstangenlenkung.
Nach dem Dreitürer war der Countryman die meistverkaufte Mini-Version (⅓ Anteil im Jahr 2014). Im Sommer 2014 wurde eine Modellpflege vorgestellt. Dabei gab es eine überarbeitete Aerodynamik, optische Modifikationen und Motoren, die den Euro-6-Standard erfüllen.

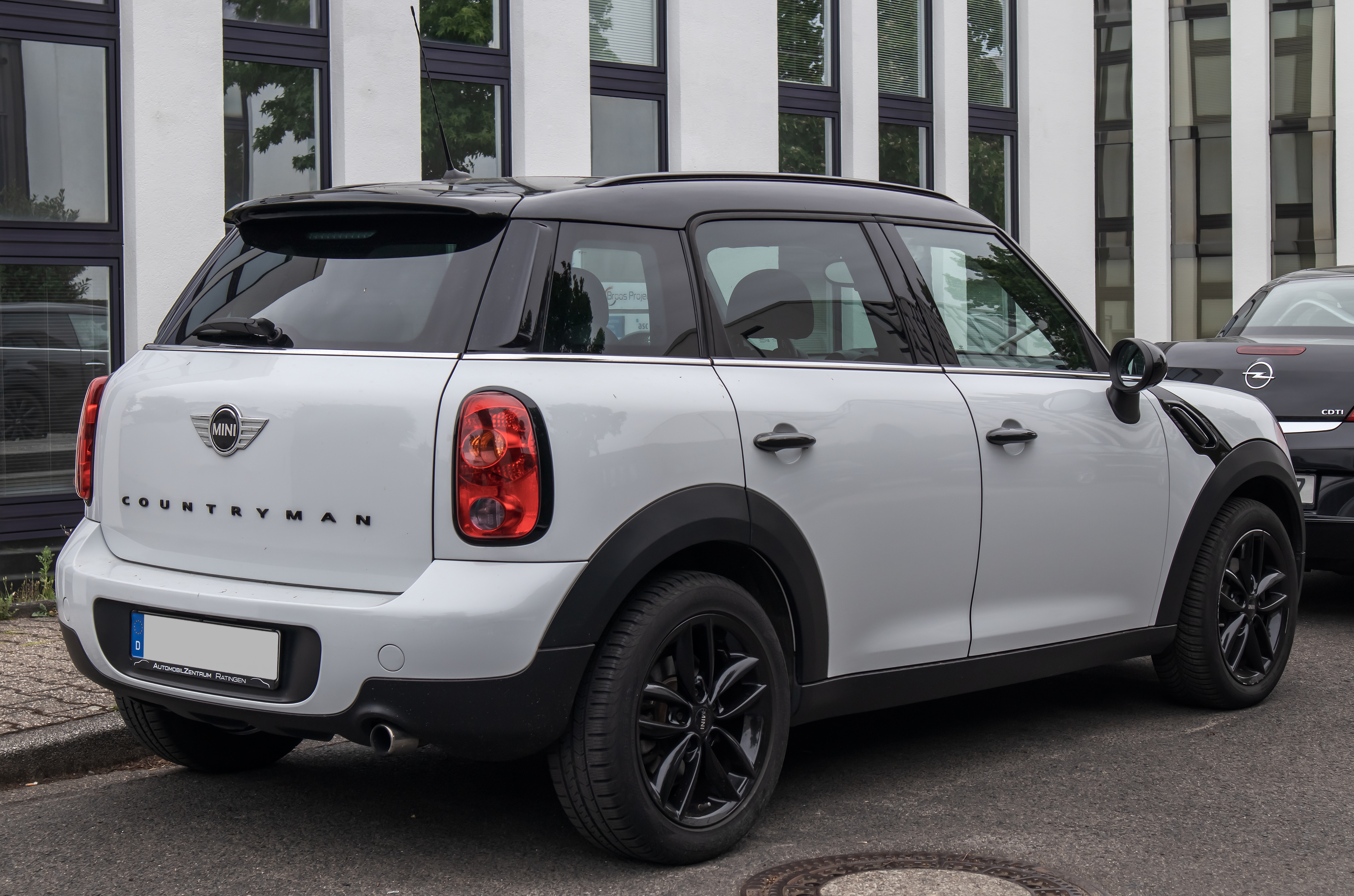
Heckansicht
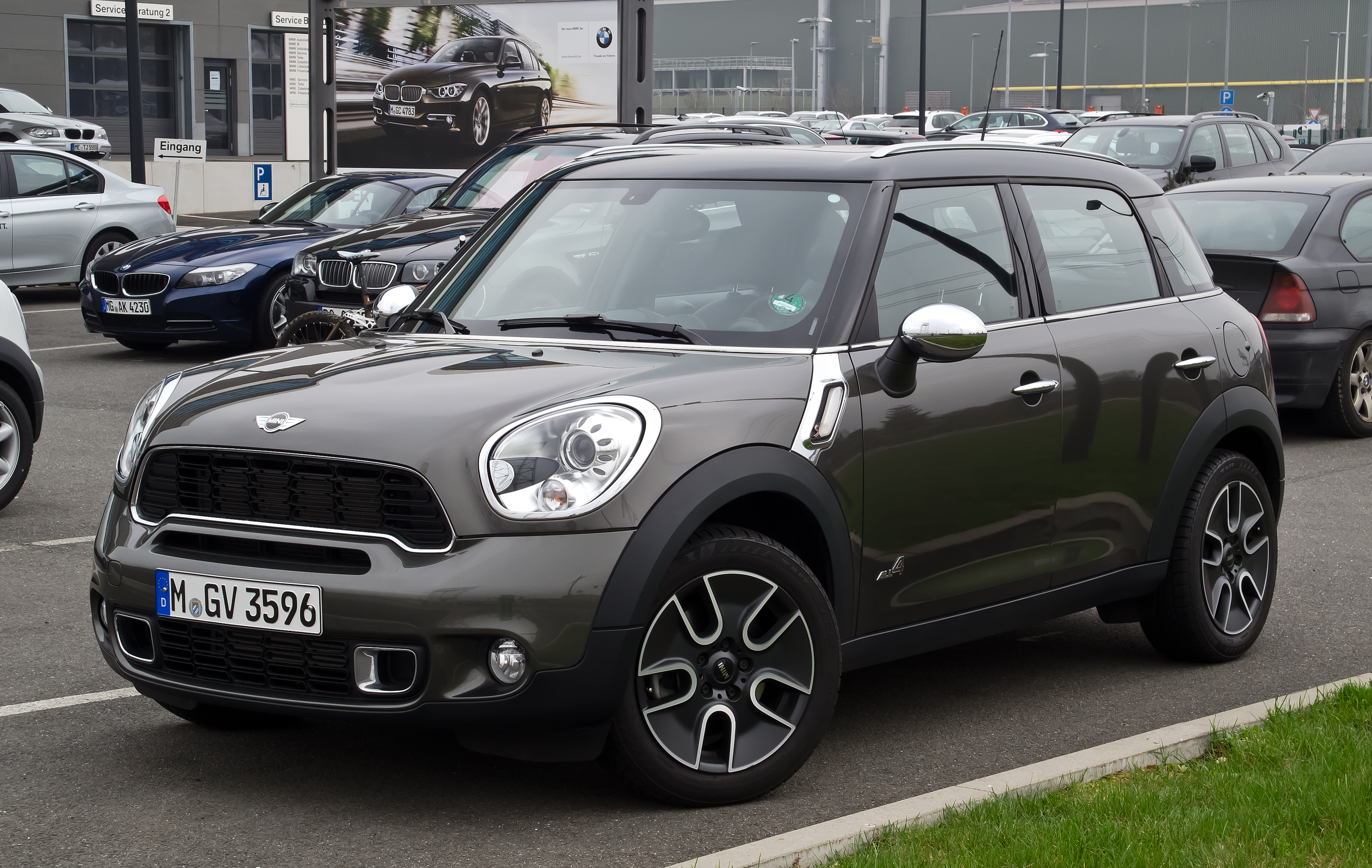
Mini Cooper S ALL4 Countryman (2010–2017)
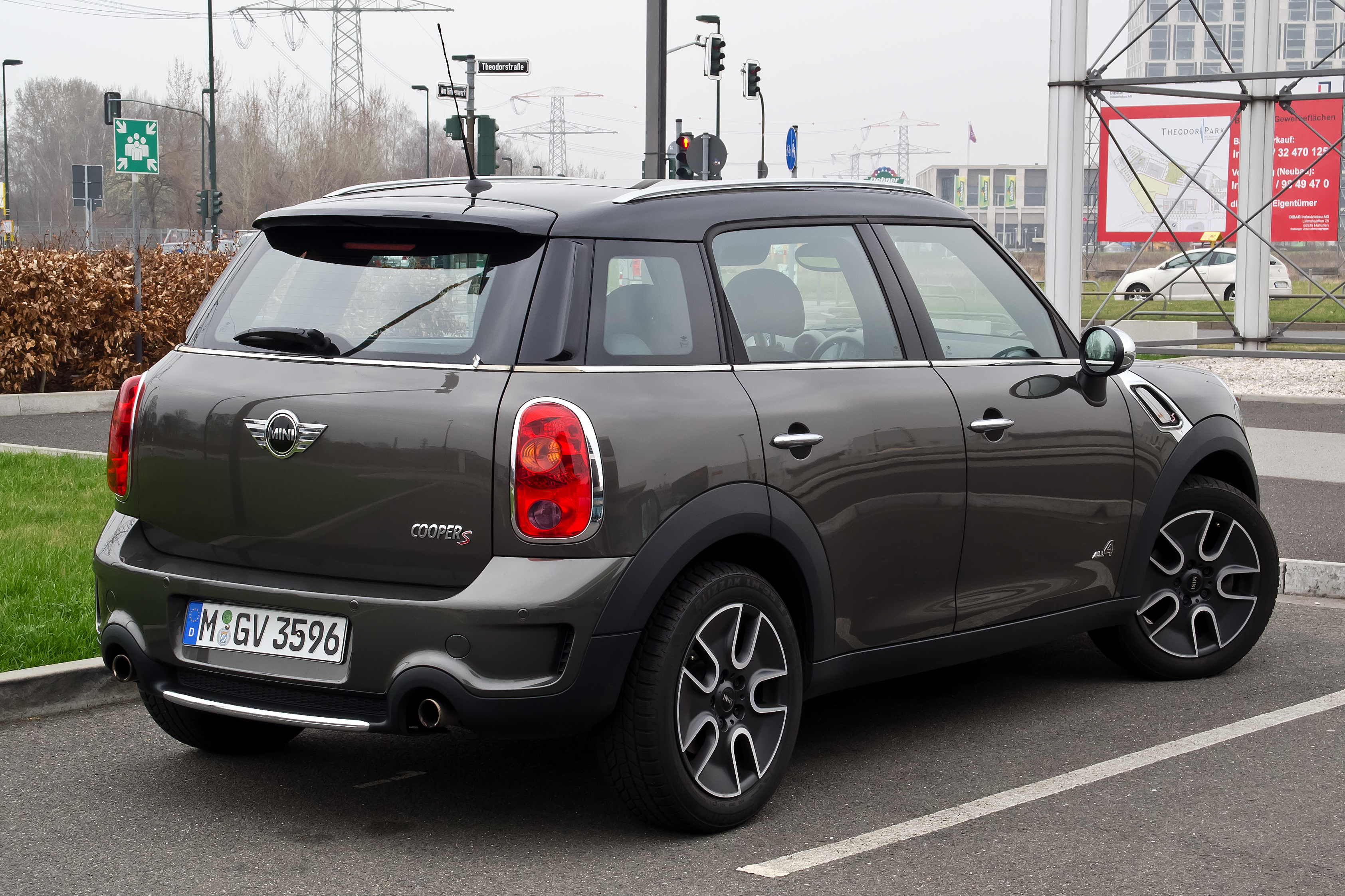
Heckansicht
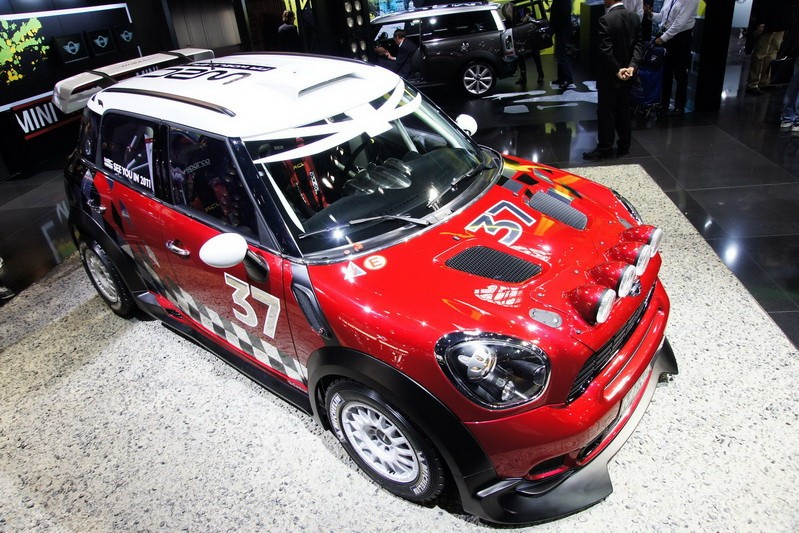
Rallye-Version Countryman WRC

### Technische Daten
| Mini | One Countryman                                 | Cooper Countryman                              | Cooper S Countryman                                                    | Cooper S Countryman                                                    | John Cooper Works Countryman                                           | One D Countryman                                                               | Cooper D Countryman                                                            | Cooper SD Countryman                                                           |
| --- | ---------------------------------------------- | ---------------------------------------------- | ---------------------------------------------------------------------- | ---------------------------------------------------------------------- | ---------------------------------------------------------------------- | ------------------------------------------------------------------------------ | ------------------------------------------------------------------------------ | ------------------------------------------------------------------------------ |
| Motortyp: | Vierzylinder-Ottomotor in Reihenbauart         | Vierzylinder-Ottomotor in Reihenbauart         | Vierzylinder-Ottomotor in Reihenbauart, Direkteinspritzung, Turbolader | Vierzylinder-Ottomotor in Reihenbauart, Direkteinspritzung, Turbolader | Vierzylinder-Ottomotor in Reihenbauart, Direkteinspritzung, Turbolader | Vierzylinder-Dieselmotor in Reihenbauart, Common-Rail-Einspritzung, Turbolader | Vierzylinder-Dieselmotor in Reihenbauart, Common-Rail-Einspritzung, Turbolader | Vierzylinder-Dieselmotor in Reihenbauart, Common-Rail-Einspritzung, Turbolader |
| Bauzeitraum: | 09/2010–02/2017                                | 09/2010–02/2017                                | 09/2010–07/2014                                                        | 07/2014–02/2017                                                        | 07/2012–02/2017                                                        | 09/2010–02/2017                                                                | 09/2010 [03/2011–02/2017]                                                      | 03/2011–02/2017                                                                |
| Hubraum: | 1598 cm³                                       | 1598 cm³                                       | 1598 cm³                                                               | 1598 cm³                                                               | 1598 cm³                                                               | 1598 cm³                                                                       | 1598 cm³ [1995 cm³]                                                            | 1995 cm³                                                                       |
| max. Leistung bei min−1: | 72 kW (98 PS)/6000                             | 90 kW (122 PS)/6000                            | 135 kW (184 PS)/5500                                                   | 140 kW (190 PS)/5500–6500                                              | 160 kW (218 PS)/6000[1]                                                | 66 kW (90 PS)/4000                                                             | 82 kW (112 PS)/4000                                                            | 105 kW (143 PS)/4000                                                           |
| max. Drehmoment bei min−1: | 153 Nm/3000                                    | 160 Nm/4250                                    | 240 Nm/1600–5000                                                       | 240 Nm/1600–5000 (260 Nm/1700–4500)[2]                                 | 280 Nm/1900–5000[1] (300 Nm/2100–4500)[2]                              | 215 Nm/1750–2500                                                               | 270 Nm/1750–2250                                                               | 305 Nm/1750–2700                                                               |
| Antriebsart, serienmäßig: | Vorderradantrieb                               | Vorderradantrieb                               | Vorderradantrieb                                                       | Vorderradantrieb                                                       | Allradantrieb ALL4                                                     | Vorderradantrieb                                                               | Vorderradantrieb                                                               | Vorderradantrieb                                                               |
| Antriebsart, optional: | —                                              | Allradantrieb ALL4                             | Allradantrieb ALL4                                                     | Allradantrieb ALL4                                                     | —                                                                      | —                                                                              | Allradantrieb ALL4                                                             | Allradantrieb ALL4                                                             |
| Getriebeart, serienmäßig: | Sechsgang-Schaltgetriebe                       | Sechsgang-Schaltgetriebe                       | Sechsgang-Schaltgetriebe                                               | Sechsgang-Schaltgetriebe                                               | Sechsgang-Schaltgetriebe                                               | Sechsgang-Schaltgetriebe                                                       | Sechsgang-Schaltgetriebe                                                       | Sechsgang-Schaltgetriebe                                                       |
| Getriebeart, optional: | Sechsgang-Automatikgetriebe                    | Sechsgang-Automatikgetriebe                    | Sechsgang-Automatikgetriebe                                            | Sechsgang-Automatikgetriebe                                            | Sechsgang-Automatikgetriebe                                            | —                                                                              | Sechsgang-Automatikgetriebe                                                    | Sechsgang-Automatikgetriebe                                                    |
| Leergewicht: | 1335 kg [1365 kg]                              | 1335 kg [1365 kg]                              | 1385–1450 kg [1405–1470 kg]                                            | 1310–1385 kg [1335–1410 kg]                                            | 1480 kg [1505 kg]                                                      | 1365 kg                                                                        | 1385–1405 kg [1455–1480 kg]                                                    | 1395–1570 kg [1420–1495 kg]                                                    |
| maximale Zuladung: | 395 kg                                         | 395 kg                                         | 385–395 kg                                                             | 510 kg                                                                 | 435 kg                                                                 | 375 kg                                                                         | 425–470 kg                                                                     | 460–470 kg                                                                     |
| Beschleunigung, 0–100 km/h: | 12,9 s [13,9 s]                                | 10,7 s [11,9 s]                                | 7,8–8,0 s [8,0–8,2 s]                                                  | 7,7–7,9 s [8,1–8,3 s]                                                  | 6,9–7,5 s [7,2 s]                                                      | 13,4 s                                                                         | 11,1–11,8 s [11,3–11,8 s]                                                      | 9,4–9,6 s [9,5 s]                                                              |
| Höchstgeschwindigkeit: | 175 km/h [168 km/h]                            | 190 km/h [182 km/h]                            | 207–213 km/h [208–213 km/h]                                            | 213–215 km/h [213–214 km/h]                                            | 222–228 km/h [223–225 km/h]                                            | 170 km/h                                                                       | 180–185 km/h [175-180 km/h]                                                    | 195–198 km/h [193–195 km/h]                                                    |
| Kraftstoffverbrauch auf 100 km (kombiniert): | 5,9 l Super [7,2 l Super]                      | 6,1 l Super [7,1 l Super]                      | 6,3–6,7 l Super [7,1–7,6 l Super]                                      | 6,0–6,2 l Super [6,8–7,0 l Super]                                      | 7,1–7,3 l Super [7,5–7,7 l Super]                                      | 4,3 l Diesel                                                                   | 4,4–4,9 l Diesel [5,6–6 l Diesel]                                              | 4,6–4,9 l Diesel [5,7–6,1 l Diesel]                                            |
| CO2-Emission, kombiniert: | 137 g/km [167 g/km]                            | 142 g/km [167 g/km]                            | 146–157 g/km [166–178 g/km]                                            | 144–139 g/km [162–157 g/km]                                            | 169–165 g/km [179–175 g/km]                                            | 113 g/km                                                                       | 115–129 g/km [149–156 g/km]                                                    | 122–130 g/km [150–160 g/km]                                                    |
| Abgasnorm nach EU-Klassifikation: | Euro 5, seit dem Facelift (LCI) 07/2014 Euro 6 | Euro 5, seit dem Facelift (LCI) 07/2014 Euro 6 | Euro 5, seit dem Facelift (LCI) 07/2014 Euro 6                         | Euro 5, seit dem Facelift (LCI) 07/2014 Euro 6                         | Euro 5, seit dem Facelift (LCI) 07/2014 Euro 6                         | Euro 5, seit dem Facelift (LCI) 07/2014 Euro 6                                 | Euro 5, seit dem Facelift (LCI) 07/2014 Euro 6                                 | Euro 5, seit dem Facelift (LCI) 07/2014 Euro 6                                 |
| Werte in eckigen Klammern gelten für Modelle mit 6-Gang-Automatikgetriebe Steptronic. [1]geänderte Daten bis 07/2014 160 kW(218 PS)/6100 und 280 Nm/2000–5600. [2]mit Overboost kurzzeitig mehr Drehmoment. |                                                |                                                |                                                                        |                                                                        |                                                                        |                                                                                |                                                                                |                                                                                |

## Zweite Generation F60 (2017–2023)
| Sterne im Euro-NCAP-Crashtest (2017) | 5 Sterne im Euro-NCAP-Crashtest |

Auf der LA Auto Show im November 2016 wurde die zweite Generation des Countryman (interne Bezeichnung: F60) präsentiert. Das Fahrzeug basiert auf der BMW UKL-Plattform und wurde bei VDL NedCar in Born hergestellt. Die Länge nahm im Vergleich zum Vorgängermodell um etwa 20 Zentimeter, der Radstand um 7,5 und die Breite und 3,5 Zentimeter zu.
Zum Marktstart am 11. Februar 2017 wurde die zweite Generation zunächst mit zwei Otto- und zwei Dieselmotoren angeboten. Diese waren alle wahlweise mit Vorderradantrieb oder Allradantrieb erhältlich, wobei letzterer erst bei mangelnder Traktion an der Vorderachse die Kraft auf die Hinterachse leitet. Das Automatikgetriebe der S-Versionen hat acht Gänge. Bei der Sonderausstattung Wired-Paket (Navigation und Online-Anbindung) kann das Navigationsgerät mit Touchscreen bedient und ein Handy kabellos geladen werden. Dazu gehört ein Country Timer, der den Fahrer nach Art und Dauer des Fahrprofils vom „Street Cruiser“ bis zum „Cliff Champ“ in sieben Stufen bewertet.

### Cooper SE Countryman
Mit dem Cooper SE Countryman bot Mini erstmals auch einen Plug-in-Hybriden an. Dieser übernahm den Antrieb vom BMW 225xe Active Tourer. Dabei treibt der aus dem Cooper bekannte Ottomotor die Vorderräder an, ein 65 kW (88 PS) starker Elektromotor übernimmt den Antrieb an der Hinterachse. Nach dem NEFZ-Fahrzyklus kommt der SE auf eine elektrische Reichweite von 40 Kilometer und eine elektrische Höchstgeschwindigkeit von 125 km/h. Der 7,6 kWh (brutto) große Lithium-Ionen-Akkumulator kann in 3,25 Stunden an einer Haushaltssteckdose voll aufgeladen werden. Mitte 2019 wurde die Batteriekapazität auf 10 kWh erhöht. Die elektrische Reichweite stieg auf bis zu 57 km.

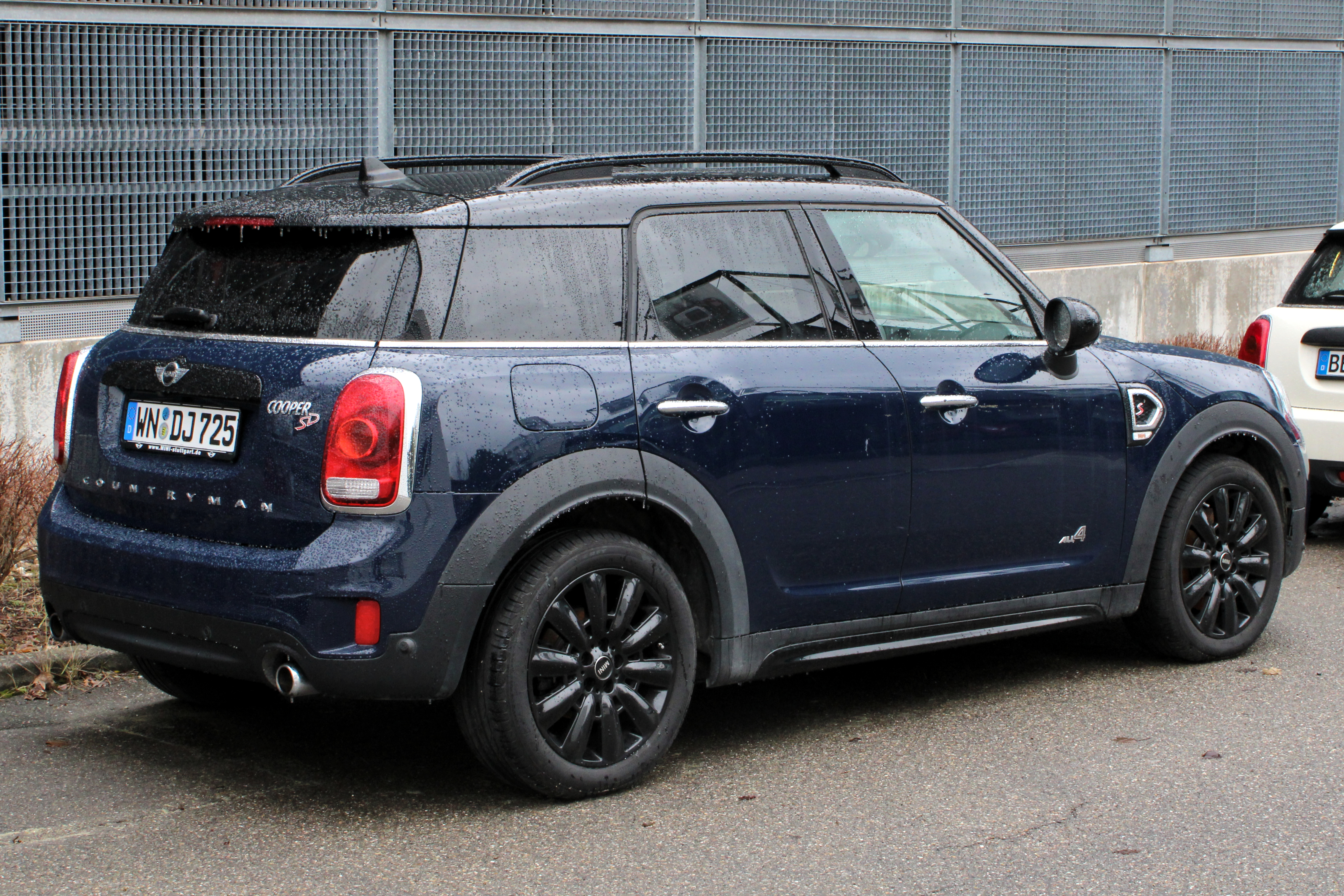
Heckansicht
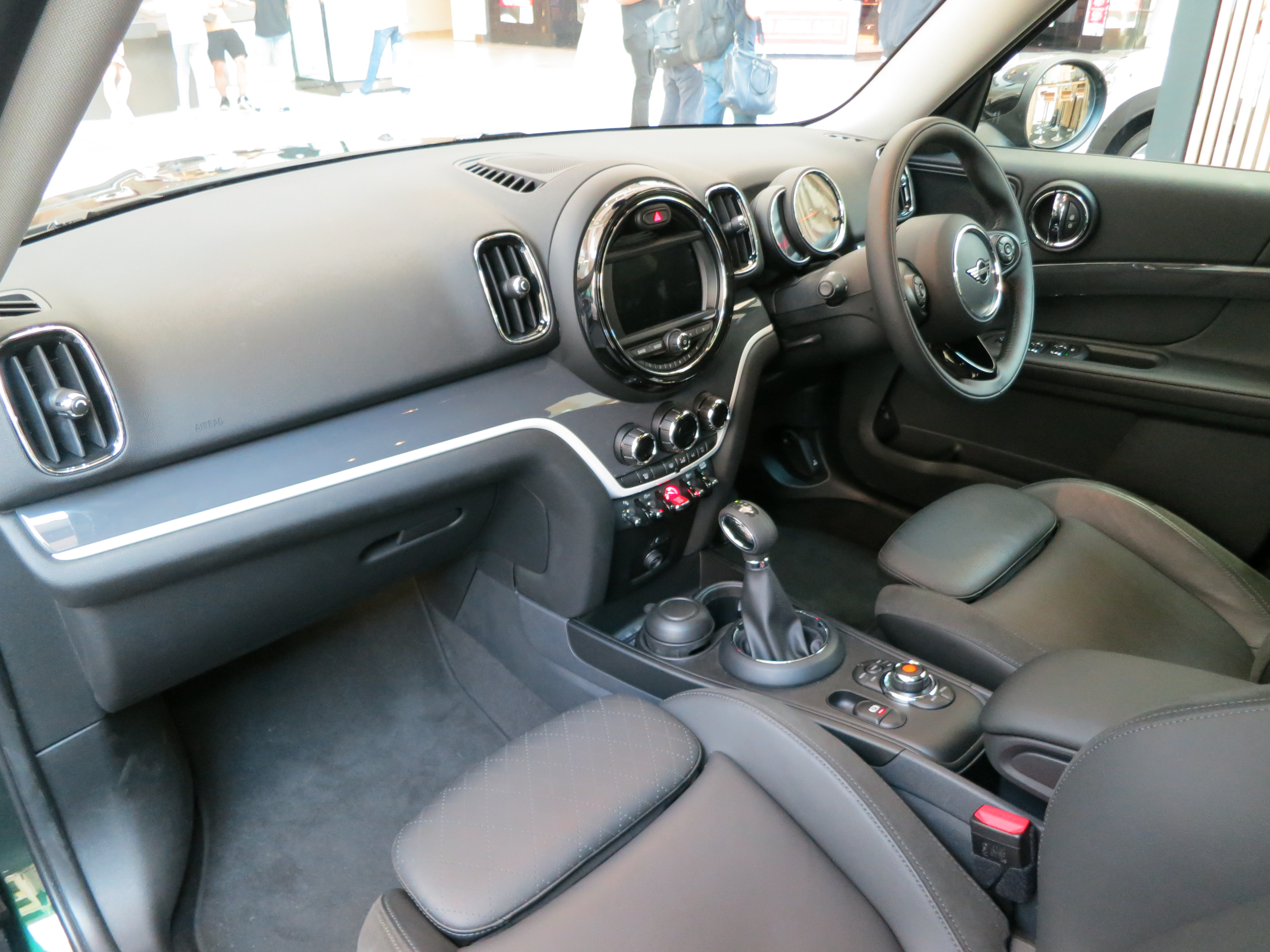
Innenraum
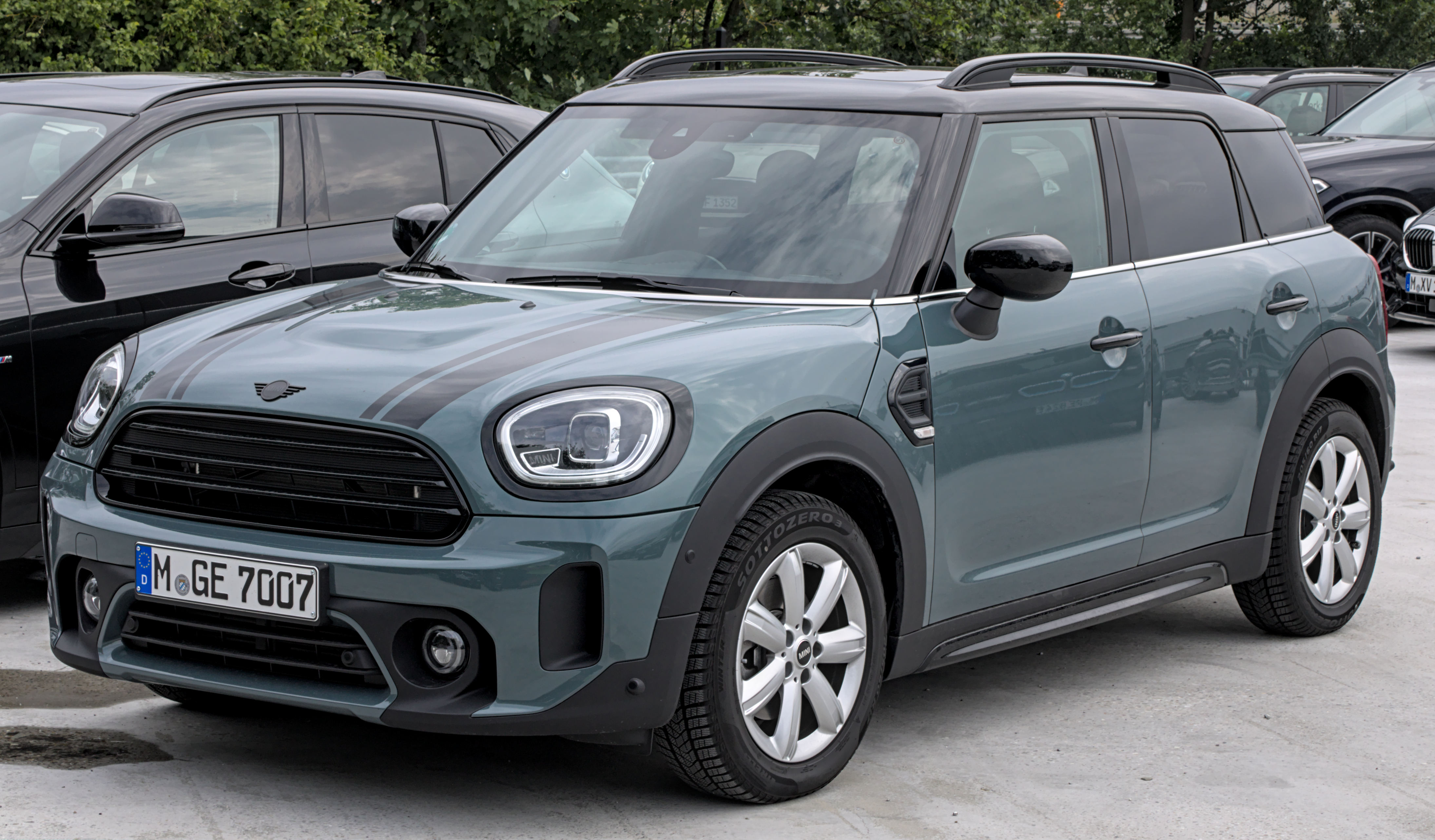
Mini Countryman (2020–2023)
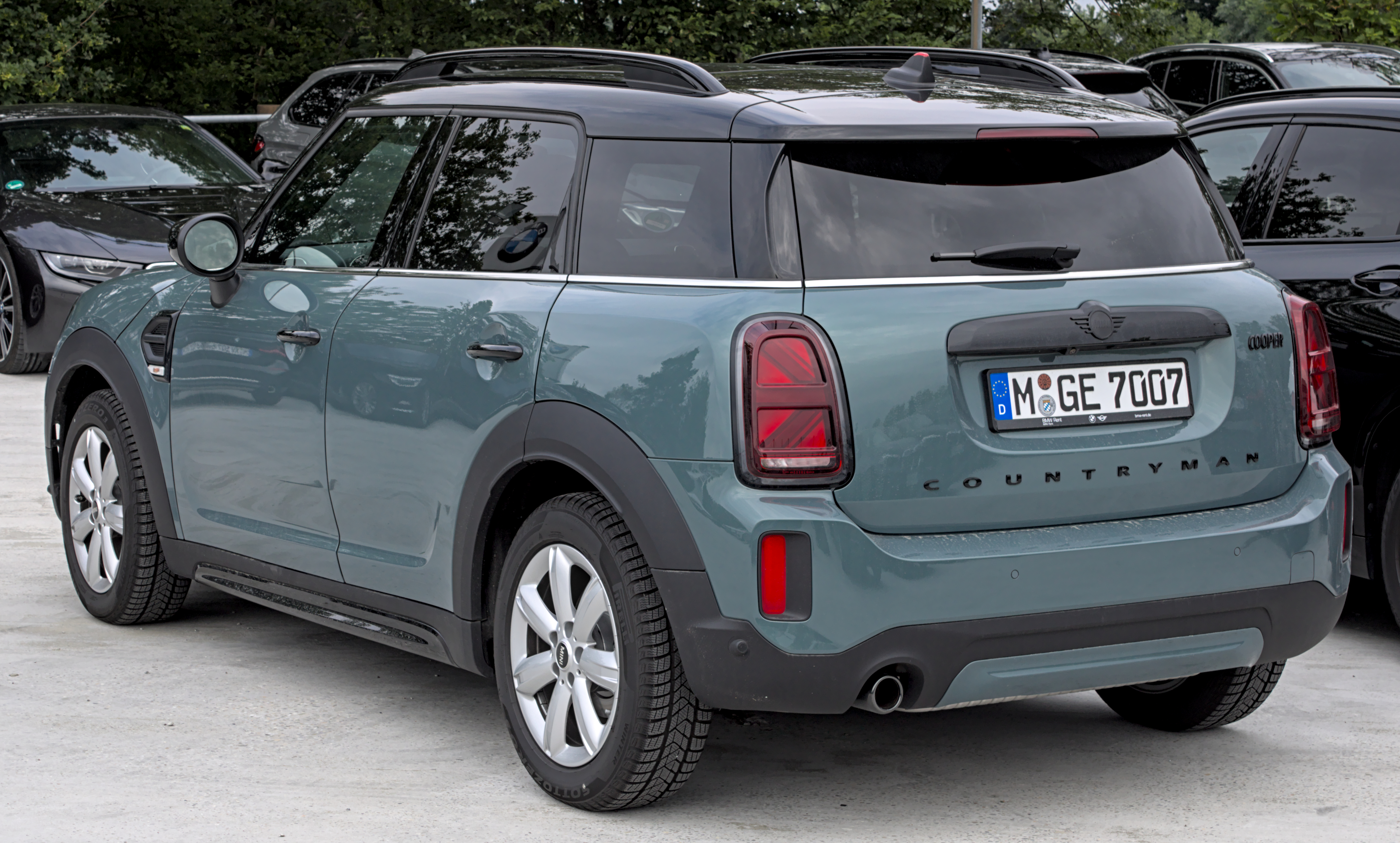
Heckansicht
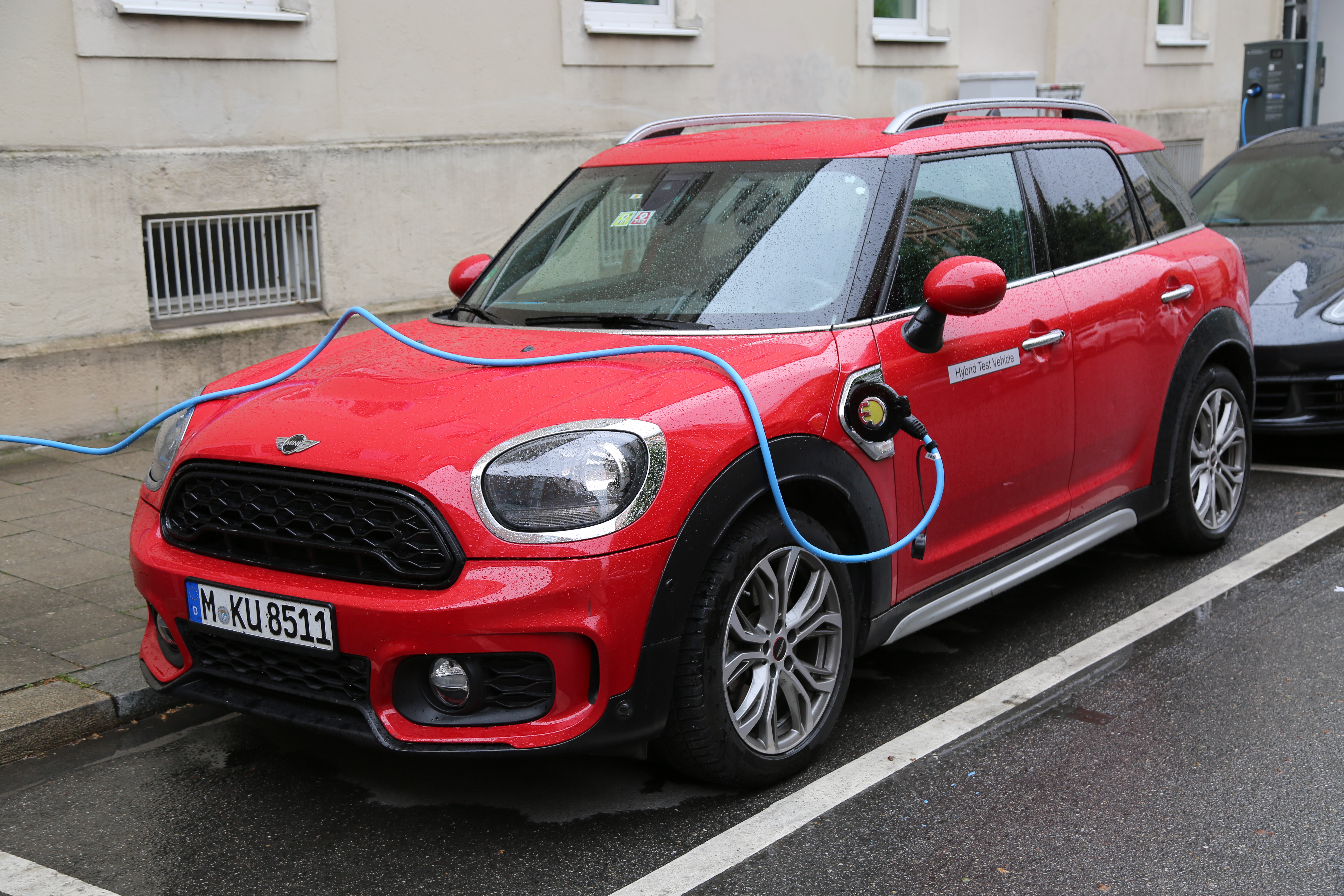
Plug-in-Hybrid: Cooper SE Countryman (2017–2020)
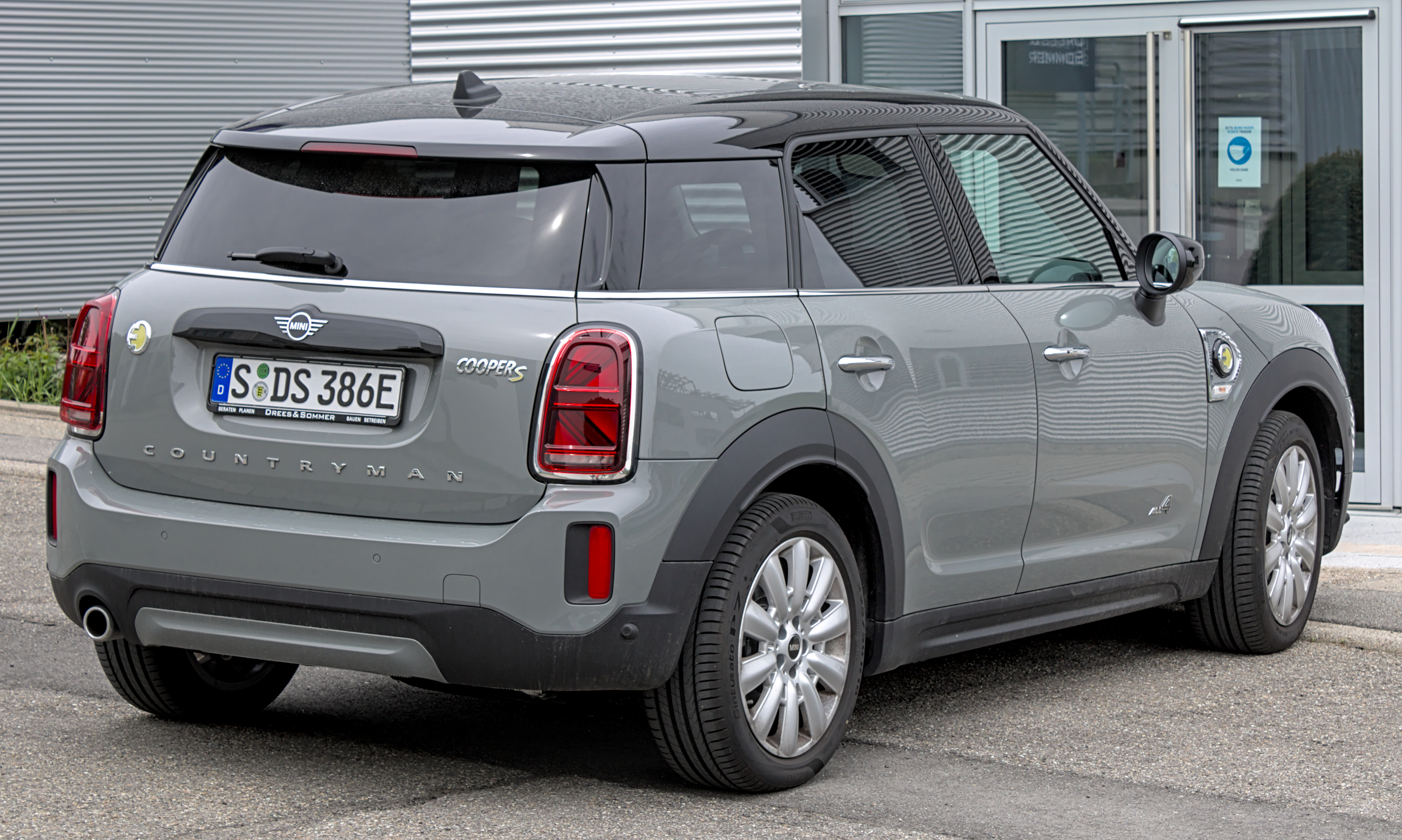
Heckansicht (2020–2023)
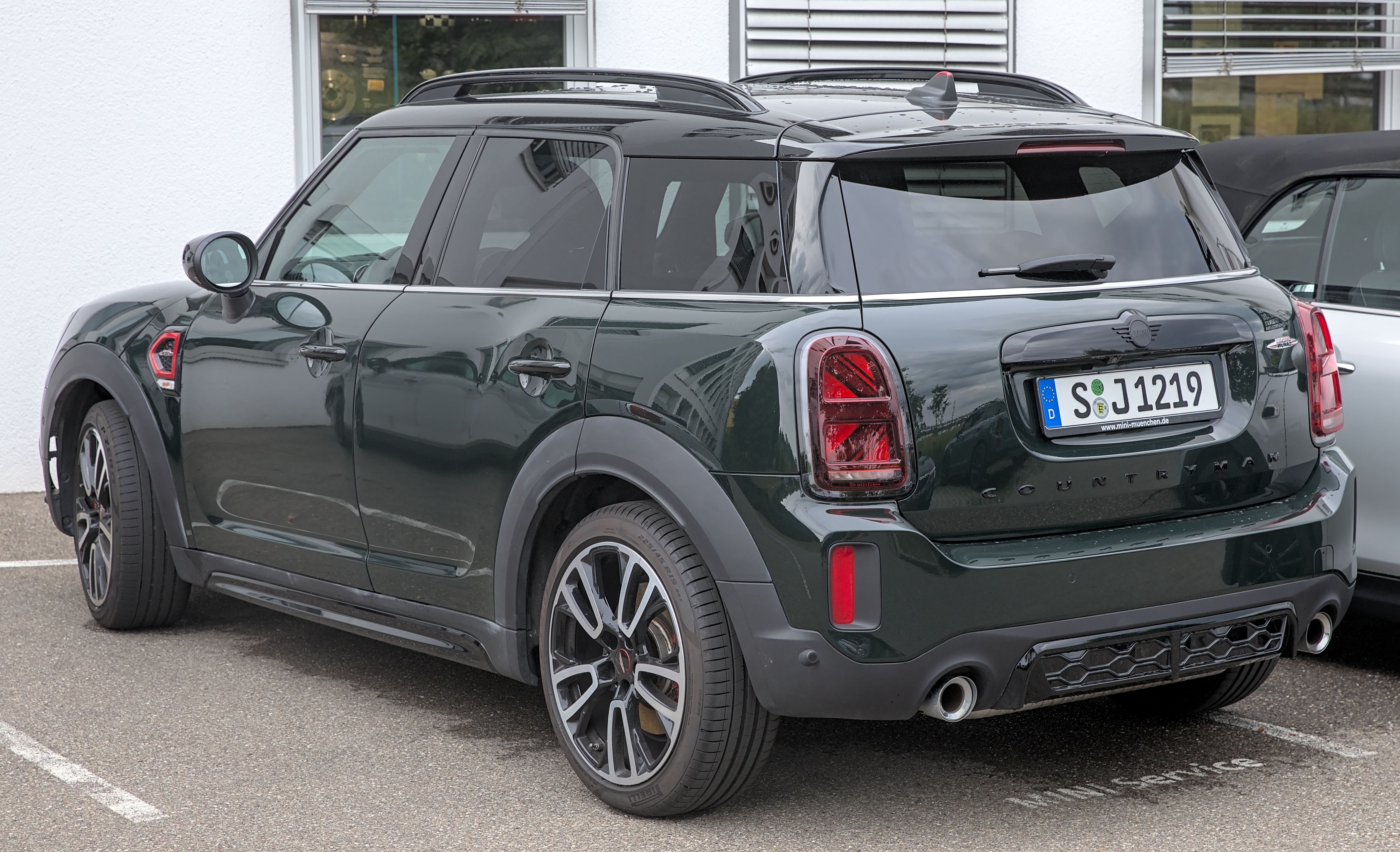
Mini Countryman JCW (2020–2023)
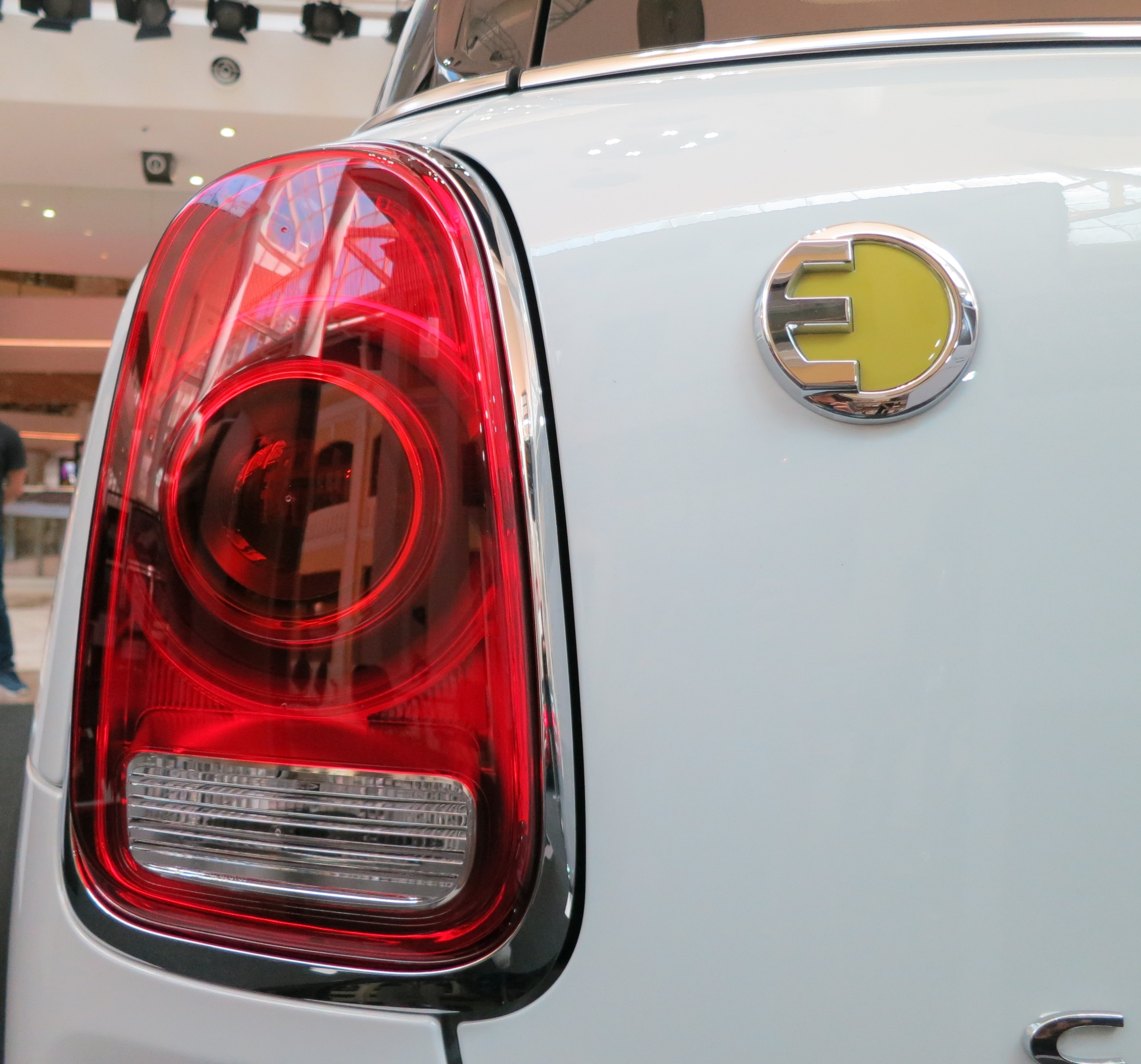
Plug-in-Hybrid, E-Emblem am Heck

### Modellpflege
Ende Mai 2020 stellte Mini eine überarbeitete Version des Countryman vor. Marktstart war im Juli 2020. Seitdem waren LED-Scheinwerfer Bestandteil der Serienausstattung, auf Wunsch waren sie mit Matrix-Funktion erhältlich. Die Connected-Versionen haben einen 8,8 Zoll großen Touch-Bildschirm in der Mittelkonsole.
Ab Februar 2022 wurde der Countryman auch in einem speziellen grauen Farbton (Momentum Grey metallic) als Untamed Edition angeboten, die keine Chromverzierungen und eigene, 18 Zoll große Leichtmetallräder mit glanzgedrehten Oberflächen hat.
Zum Abschluss der Modellgeneration präsentierte Mini im Mai 2023 das Sondermodell Uncharted Edition mit einer Zweifarblackierung.

### Absatz
Im Jahr 2018 wurden 99.750 Countryman verkauft. Das entspricht 27,6 % am Mini-Programm.

### Technische Daten

#### Ottomotoren
|                                             | One Countryman           | One Countryman           | One Countryman           | Cooper Countryman         | Cooper Countryman         | Cooper Countryman              | Cooper S Countryman            | Cooper S Countryman                       | Cooper S Countryman       | John Cooper Works Countryman | John Cooper Works Countryman | John Cooper Works Countryman | Cooper SE Countryman        | Cooper SE Countryman        | Cooper SE Countryman        |
| Bauzeitraum                                 | 05/2017–06/2018          | 07/2018–06/2020          | 11/2020–07/2022          | 02/2017–06/2018           | 07/2018–06/2020           | 07/2020–10/2023                | 07/2020–10/2023                | 02/2017–06/2018                           | 07/2018–06/2020           | 04/2017–05/2019              | 05/2019–06/2020              | 11/2020–10/2023              | 06/2017–03/2018             | 03/2018–06/2020             | 07/2020–10/2023             |
| Motorkenndaten                              |                          |                          |                          |                           |                           |                                |                                |                                           |                           |                              |                              |                              |                             |                             |                             |
| Motortyp                                    | R3-Ottomotor             | R3-Ottomotor             | R3-Ottomotor             | R3-Ottomotor              | R3-Ottomotor              | R3-Ottomotor                   | R4-Ottomotor                   | R4-Ottomotor                              | R4-Ottomotor              | R4-Ottomotor                 | R4-Ottomotor                 | R4-Ottomotor                 | R3-Ottomotor + Elektromotor | R3-Ottomotor + Elektromotor | R3-Ottomotor + Elektromotor |
| Hubraum                                     | 1499 cm³                 | 1499 cm³                 | 1499 cm³                 | 1499 cm³                  | 1499 cm³                  | 1499 cm³                       | 1998 cm³                       | 1998 cm³                                  | 1998 cm³                  | 1998 cm³                     | 1998 cm³                     | 1998 cm³                     | 1499 cm³                    | 1499 cm³                    | 1499 cm³                    |
| max. Leistung Verbrennungsmotor bei min−1   | 75 kW (102 PS)/4100–6000 | 75 kW (102 PS)/3900–6500 | 75 kW (102 PS)/3900–6500 | 100 kW (136 PS)/4400–6000 | 100 kW (136 PS)/4500–6500 | 100 kW (136 PS)/4500–6500      | 131 kW (178 PS)/5000–5500      | 141 kW (192 PS)/5000–6000                 | 141 kW (192 PS)/5000–6000 | 170 kW (231 PS)/5000–6000    | 225 kW (306 PS)/5000–6250    | 225 kW (306 PS)/5000–6250    | 100 kW (136 PS)/4400–6000   | 100 kW (136 PS)/4400–6000   | 92 kW (125 PS)/5000–5500    |
| max. Leistung Elektromotor                  | —                        | —                        | —                        | —                         | —                         | —                              | —                              | —                                         | —                         | —                            | —                            | —                            | 65 kW (88 PS)               | 65 kW (88 PS)               | 70 kW (95 PS)               |
| Systemleistung                              | —                        | —                        | —                        | —                         | —                         | —                              | —                              | —                                         | —                         | —                            | —                            | —                            | 165 kW (224 PS)             | 165 kW (224 PS)             | 162 kW (220 PS)             |
| max. Drehmoment Verbrennungsmotor bei min−1 | 180 Nm/1250–3800         | 190 Nm/1380–3600         | 190 Nm/1380–3600         | 220 Nm (230) 1/1400–4300  | 220 Nm/1480–4100          | 220 Nm/1480–4100               | 280 Nm/1350–4200               | 280 Nm/1250–4600 (300 Nm/1350–4500/min) 1 | 280 Nm/1350–4600          | 350 Nm/1450–4500             | 450 Nm/1750–4500             | 450 Nm/1750–4500             | 220 Nm/1250–4300            | 220 Nm/1300–4300            | 220 Nm/1500-3800            |
| max. Drehmoment Elektromotor                | —                        | —                        | —                        | —                         | —                         | —                              | —                              | —                                         | —                         | —                            | —                            | —                            | 165 Nm                      | 165 Nm                      | 165 Nm                      |
| Systemdrehmoment                            | —                        | —                        | —                        | —                         | —                         | —                              | —                              | —                                         | —                         | —                            | —                            | —                            | 385 Nm                      | 385 Nm                      | 385 Nm                      |
| Kraftübertragung                            |                          |                          |                          |                           |                           |                                |                                |                                           |                           |                              |                              |                              |                             |                             |                             |
| Antrieb, serienmäßig                        | Vorderradantrieb         | Vorderradantrieb         | Vorderradantrieb         | Vorderradantrieb          | Vorderradantrieb          | Vorderradantrieb               | Vorderradantrieb               | Vorderradantrieb                          | Vorderradantrieb          | Allradantrieb                | Allradantrieb                | Allradantrieb                | Allradantrieb               | Allradantrieb               | Allradantrieb               |
| Antrieb, optional                           | —                        | —                        | —                        | Allradantrieb ALL4        | Allradantrieb ALL4        | Allradantrieb ALL4             | Allradantrieb ALL4             | Allradantrieb ALL4                        | Allradantrieb ALL4        | —                            | —                            | —                            | —                           | —                           | —                           |
| Getriebe, serienmäßig                       | 6-Gang-Schaltgetriebe    | 6-Gang-Schaltgetriebe    | 6-Gang-Schaltgetriebe    | 6-Gang-Schaltgetriebe     | 6-Gang-Schaltgetriebe     | 6-Gang-Schaltgetriebe          | 6-Gang-Schaltgetriebe          | 6-Gang-Schaltgetriebe                     | 6-Gang-Schaltgetriebe     | 6-Gang-Schaltgetriebe        | 8-Gang-Automatikgetriebe     | 8-Gang-Automatikgetriebe     | 6-Gang-Automatikgetriebe    | 6-Gang-Automatikgetriebe    | 6-Gang-Automatikgetriebe    |
| Getriebe, optional                          | 6-Gang-Automatikgetriebe | 6-Gang-Automatikgetriebe | 6-Gang-Automatikgetriebe | 6-Gang-Automatikgetriebe  | 6-Gang-Automatikgetriebe  | 7-Gang-Doppelkupplungsgetriebe | 7-Gang-Doppelkupplungsgetriebe | 8-Gang-Automatikgetriebe                  | 8-Gang-Automatikgetriebe  | 8-Gang-Automatikgetriebe     | —                            | —                            | —                           | —                           | —                           |
| Messwerte                                   |                          |                          |                          |                           |                           |                                |                                |                                           |                           |                              |                              |                              |                             |                             |                             |
| Höchstgeschwindigkeit                       | 180 km/h                 | 180 km/h                 | 185 km/h                 | 197–202 km/h              | 200 km/h                  | 202–205 km/h                   | 222–225 km/h                   | 222–225 km/h                              | 225 km/h                  | 234 km/h                     | 250 km/h                     | 250 km/h                     | 198 km/h                    | 198 km/h                    | 196 km/h                    |
| Höchstgeschwindigkeit elektrisch            | —                        | —                        | —                        | —                         | —                         | —                              | —                              | —                                         | —                         | —                            | —                            | —                            | 125 km/h                    | 130 km/h                    | 135 km/h                    |
| Beschleunigung, 0–100 km/h                  | 11,8–12,2 s              | 12,0–12,3 s              | 12,0 s                   | 9,6–9,8 s                 | 9,7 s                     | 9,7–10,1 s                     | 7,3–7,5 s                      | 7,2–7,5 s                                 | 7,5–7,6 s                 | 6,5 s                        | 5,1 s                        | 5,1 s                        | 6,8 s                       | 6,8 s                       | 6,8 s                       |
| Kraftstoffverbrauch auf 100 km (kombiniert) | 5,5 l Super              | 5,9–6,0 l Super          | 5,4–6,1 l Super          | 5,5–6,1 l Super           | 5,8–6,0 l Super           | 5,3–6,1 l Super                | 5,7–6,5 l Super                | 6,0–7,0 l Super                           | 6,0–6,5 l Super           | 6,9–7,4 l Super              | 7,3 l Super                  | 6,9–7,3 l Super              | 2,4–2,5 l Super             | 1,9–2,1 l Super             | 1,7–2,0 l Super             |
| CO2-Emissionen (kombiniert)                 | 126 g/km                 | 134–137 g/km             | 124–131 g/km             | 126–139 g/km              | 132–137 g/km              | 120–140 g/km                   | 130–149 g/km                   | 137–159 g/km                              | 136–149 g/km              | 158–169 g/km                 | 166 g/km                     | 156–187 g/km                 | 49 g/km                     | 55–56 g/km                  | 40-45 g/km                  |
| Abgasnorm nach EU-Klassifikation:           | Euro 6                   | Euro 6d-TEMP             | Euro 6d                  | Euro 6                    | Euro 6d-TEMP              | Euro 6d                        | Euro 6d                        | Euro 6                                    | Euro 6d-TEMP              | Euro 6                       | Euro 6d-TEMP                 | Euro 6d                      | Euro 6d-TEMP                | Euro 6d-TEMP                | Euro 6d                     |

#### Dieselmotoren
|                                             | One D Countryman      | One D Countryman           | One D Countryman           | Cooper D Countryman      | Cooper D Countryman      | Cooper D Countryman      | Cooper SD Countryman     | Cooper SD Countryman     | Cooper SD Countryman     |
| Bauzeitraum                                 | 05/2017–03/2018       | 03/2018–07/2019            | 07/2019–07/2022            | 02/2017–03/2018          | 03/2018–06/2020          | 06/2020–10/2023          | 02/2017–03/2018          | 03/2018–06/2020          | 06/2020–10/2023          |
| Motorkenndaten                              |                       |                            |                            |                          |                          |                          |                          |                          |                          |
| Motortyp                                    | R3-Dieselmotor        | R3-Dieselmotor             | R3-Dieselmotor             | R4-Dieselmotor           | R4-Dieselmotor           | R4-Dieselmotor           | R4-Dieselmotor           | R4-Dieselmotor           | R4-Dieselmotor           |
| Hubraum                                     | 1499 cm³              | 1499 cm³                   | 1499 cm³                   | 1995 cm³                 | 1995 cm³                 | 1995 cm³                 | 1995 cm³                 | 1995 cm³                 | 1995 cm³                 |
| max. Leistung Verbrennungsmotor bei min−1   | 85 kW (116 PS)/4000   | 85 kW (116 PS)/4000        | 85 kW (116 PS)/4000        | 110 kW (150 PS)/4000     | 110 kW (150 PS)/4000     | 110 kW (150 PS)/4000     | 140 kW (190 PS)/4000     | 140 kW (190 PS)/4000     | 140 kW (190 PS)/4000     |
| max. Drehmoment Verbrennungsmotor bei min−1 | 270 Nm/1750–2250      | 270 Nm/1750–2250           | 270 Nm/1750–2250           | 330 Nm/1750–2500         | 350 Nm/1750–2500         | 350 Nm/1750–2500         | 400 Nm/1750–2500         | 360 Nm/1500–2750         | 400 Nm/1750–2500         |
| Kraftübertragung                            |                       |                            |                            |                          |                          |                          |                          |                          |                          |
| Antrieb, serienmäßig                        | Vorderradantrieb      | Vorderradantrieb           | Vorderradantrieb           | Vorderradantrieb         | Vorderradantrieb         | Vorderradantrieb         | Vorderradantrieb         | Vorderradantrieb         | Vorderradantrieb         |
| Antrieb, optional                           | —                     | —                          | —                          | Allradantrieb ALL4       | Allradantrieb ALL4       | Allradantrieb ALL4       | Allradantrieb ALL4       | Allradantrieb ALL4       | Allradantrieb ALL4       |
| Getriebe, serienmäßig                       | 6-Gang-Schaltgetriebe | 6-Gang-Schaltgetriebe      | 6-Gang-Schaltgetriebe      | 6-Gang-Schaltgetriebe    | 6-Gang-Schaltgetriebe    | 6-Gang-Schaltgetriebe    | 8-Gang-Automatikgetriebe | 8-Gang-Automatikgetriebe | 8-Gang-Automatikgetriebe |
| Getriebe, optional                          | —                     | (6-Gang-Automatikgetriebe) | (6-Gang-Automatikgetriebe) | 8-Gang-Automatikgetriebe | 8-Gang-Automatikgetriebe | 8-Gang-Automatikgetriebe | —                        | —                        | —                        |
| Messwerte                                   |                       |                            |                            |                          |                          |                          |                          |                          |                          |
| Höchstgeschwindigkeit                       | 190 km/h              | 188–190 km/h               | 188–190 km/h               | 205–208 km/h             | 205–208 km/h             | 211–214 km/h             | 218–220 km/h             | 218–220 km/h             | 224–226 km/h             |
| Beschleunigung, 0–100 km/h                  | 10,9 s                | 11,2 s                     | 11,2 s                     | 8,7–8,9 s                | 9,0–9,1 s                | 9,0–9,1 s                | 7,4–7,7 s                | 7,6–7,9 s                | 7,6–7,9 s                |
| Kraftstoffverbrauch auf 100 km (kombiniert) | 4,1 l Diesel          | 4,3–4,6 l Diesel           | 4,1–4,2 l Diesel           | 4,3–4,8 l Diesel         | 4,5–4,9 l Diesel         | 4,2–4,8 l Diesel         | 4,6–4,9 l Diesel         | 4,5–4,9 l Diesel         | 4,2–4,8 l Diesel         |
| CO2-Emissionen (kombiniert)                 | 109 g/km              | 112–122 g/km               | 107–111 g/km               | 113–127 g/km             | 119–130 g/km             | 110–127 g/km             | 121–129 g/km             | 119–130 g/km             | 111–127 g/km             |
| Abgasnorm nach EU-Klassifikation:           | Euro 6                | Euro 6d-TEMP               | Euro 6d                    | Euro 6                   | Euro 6d-TEMP             | Euro 6d                  | Euro 6                   | Euro 6d-TEMP             | Euro 6d                  |

## Dritte Generation U25 (seit 2023)
| Sterne im Euro-NCAP-Crashtest (2024) | 5 Sterne im Euro-NCAP-Crashtest |

Die dritte Generation der Baureihe wurde am 1. September 2023 vorgestellt und hatte wenige Tage später ihre Öffentlichkeitspremiere auf der Internationalen Automobil-Ausstellung in München. Die Serienproduktion startete am 10. November 2023. Der Marktstart erfolgte am 17. Februar 2024.
Erstmals gibt es den Countryman mit der dritten Generation als rein elektrisch angetriebenes Modell Electric; dies sind die beiden Versionen E und SE. Zudem gibt es Benziner und Diesel; der Plug-in-Hybrid entfällt. Die technische Basis teilt sich der Countryman mit dem BMW X1. Der X1 wird jedoch im BMW-Werk Regensburg gebaut, während der Countryman im BMW-Werk Leipzig gefertigt wird. Es gibt die vier Ausstattungslinien (Trim-Level) Essential, Classic, Favoured und JCW; sie werden durch ein Zeichen an der C-Säule sichtbar.

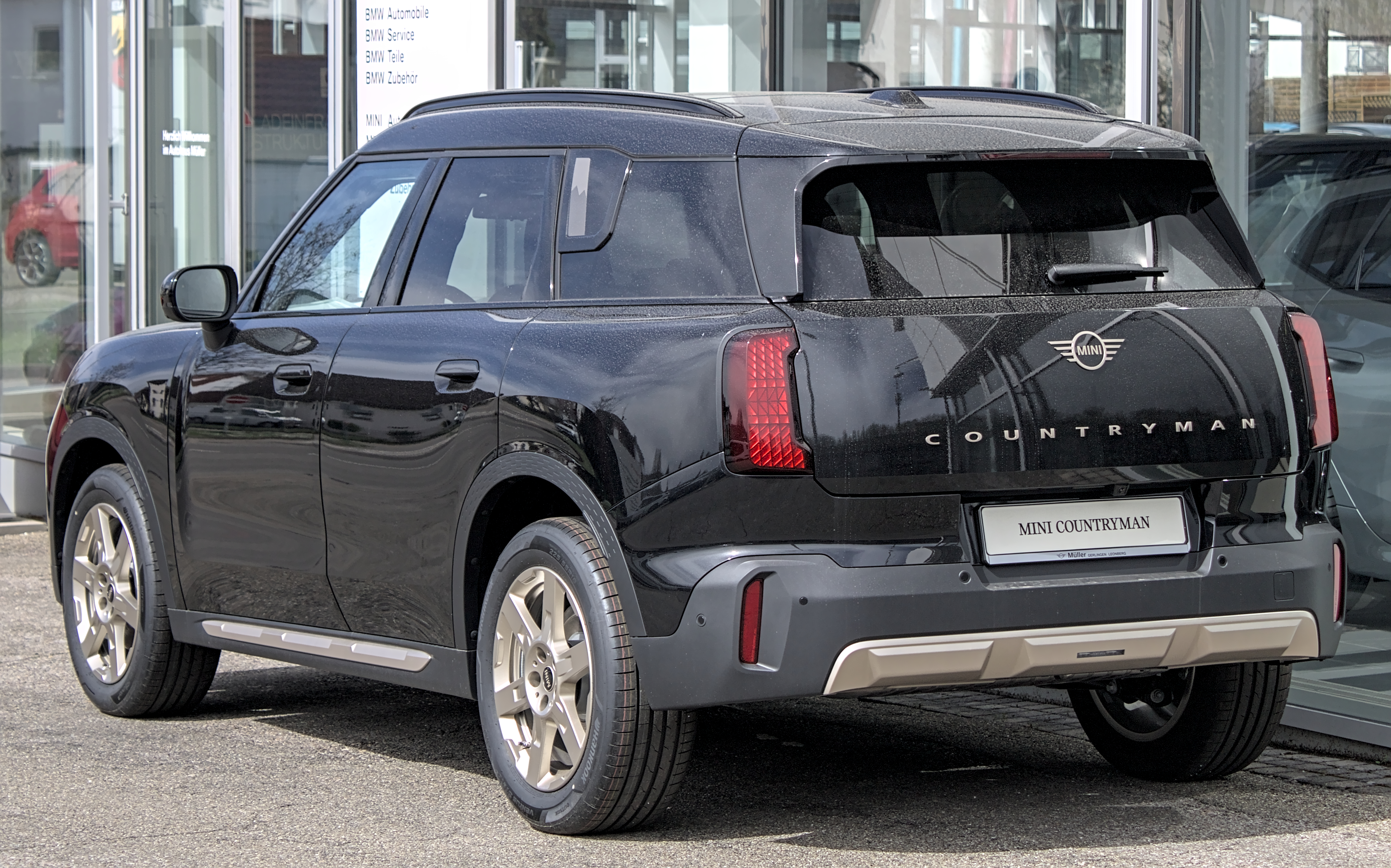
Heckansicht
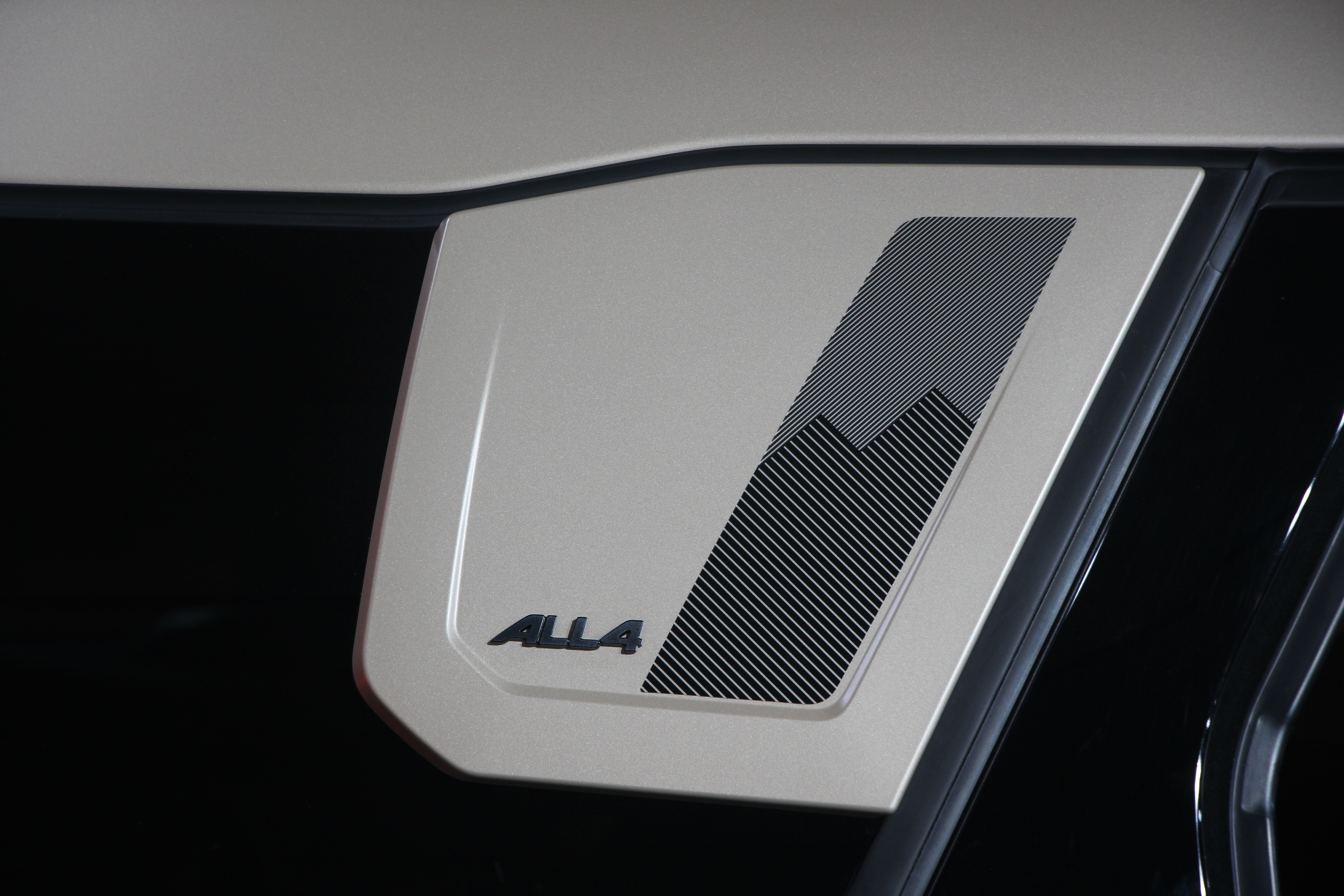
C-Säulenzeichen bei Favoured Trim (hier Allradversion)
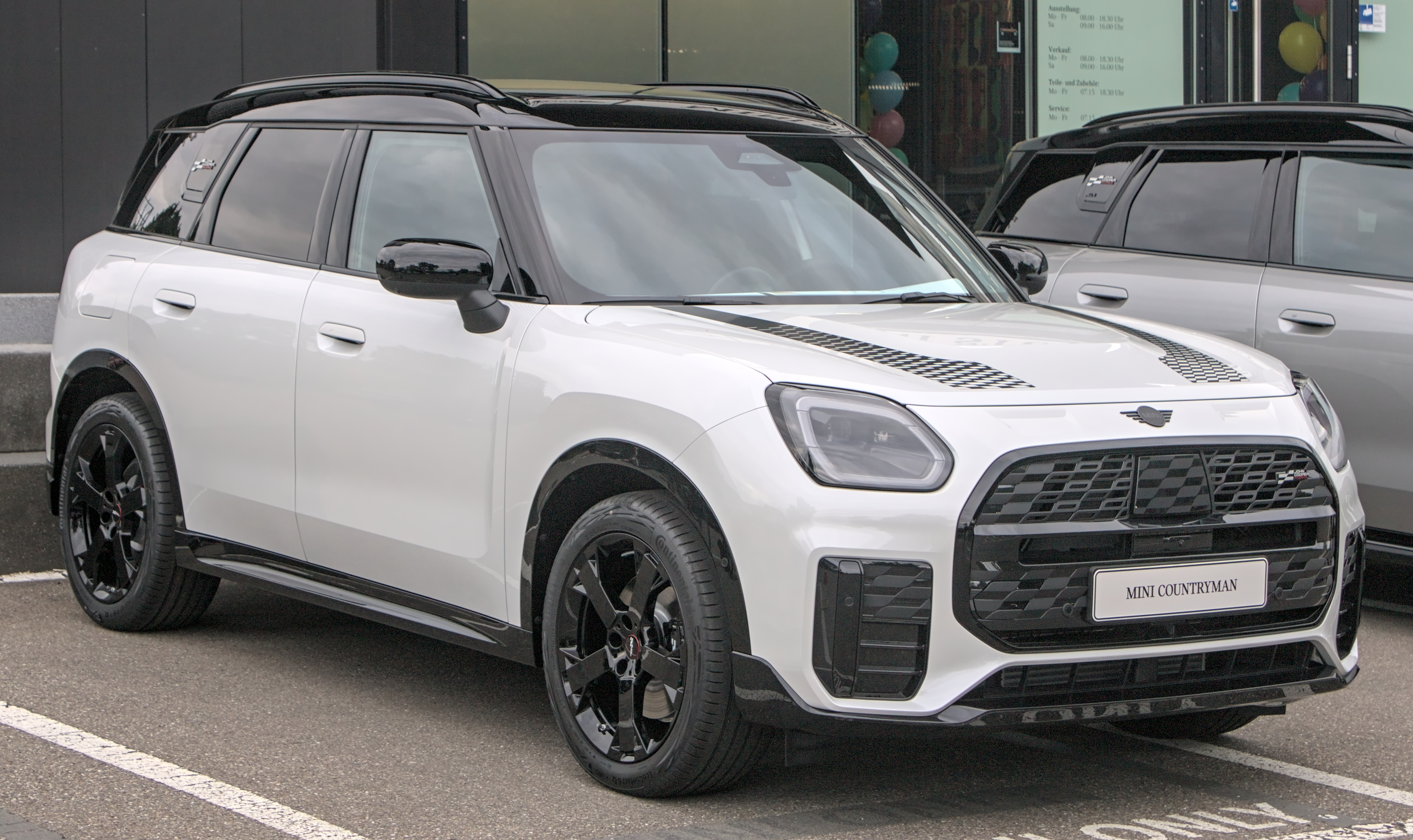
Mini Countryman JCW Trim (seit 2023)
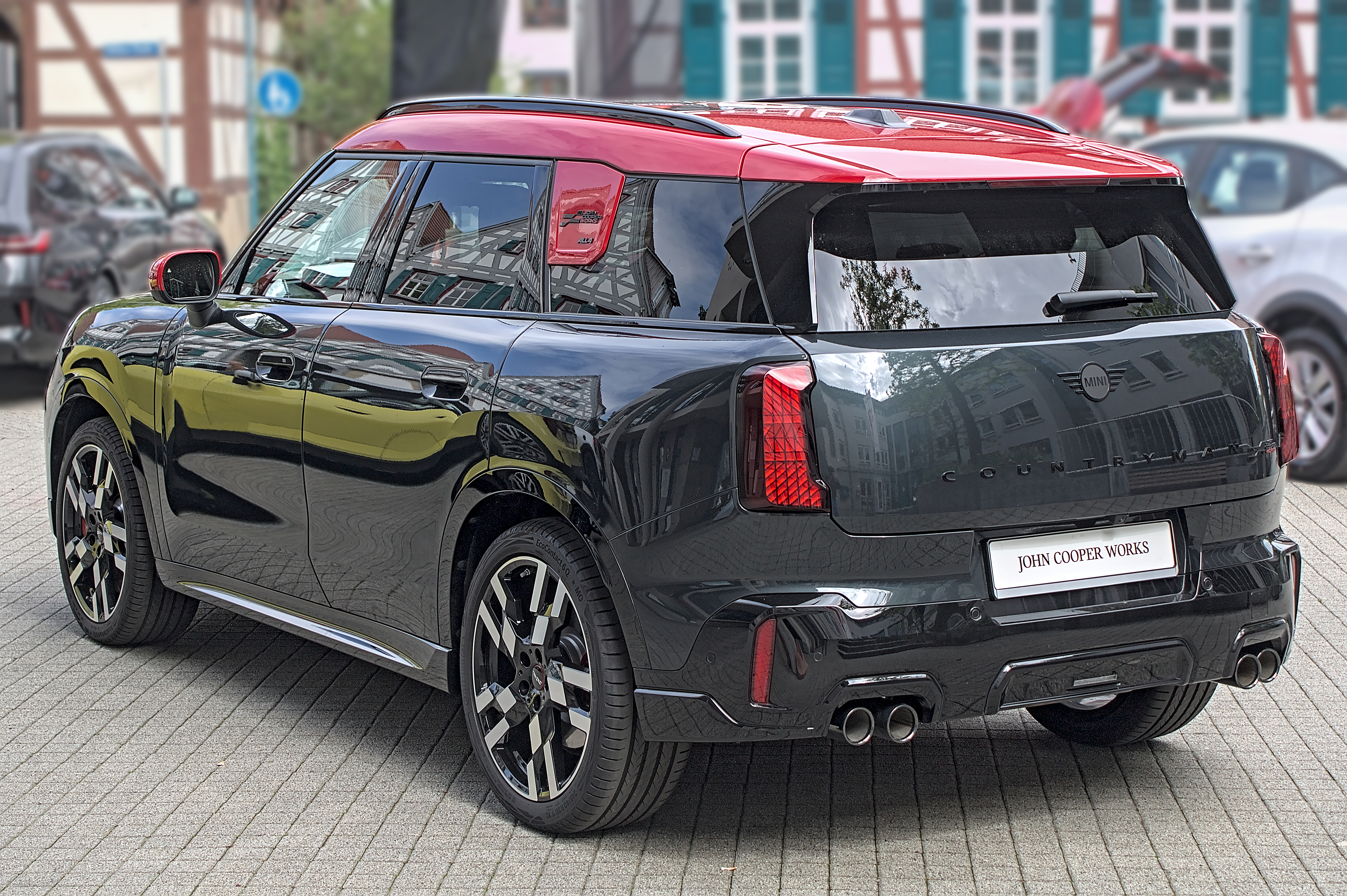
Mini Countryman JCW (seit 2023)
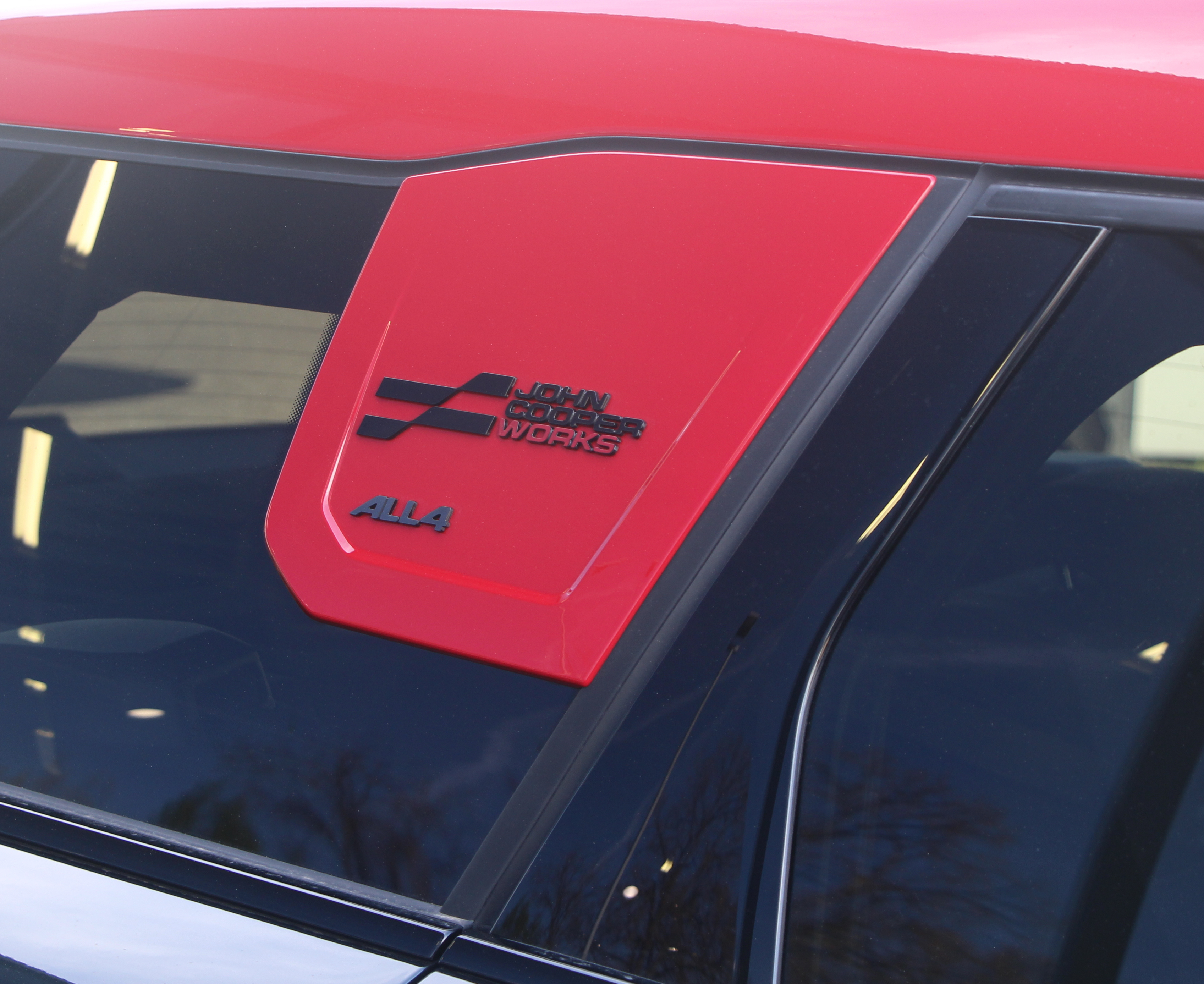
C-Säulenzeichen bei JCW
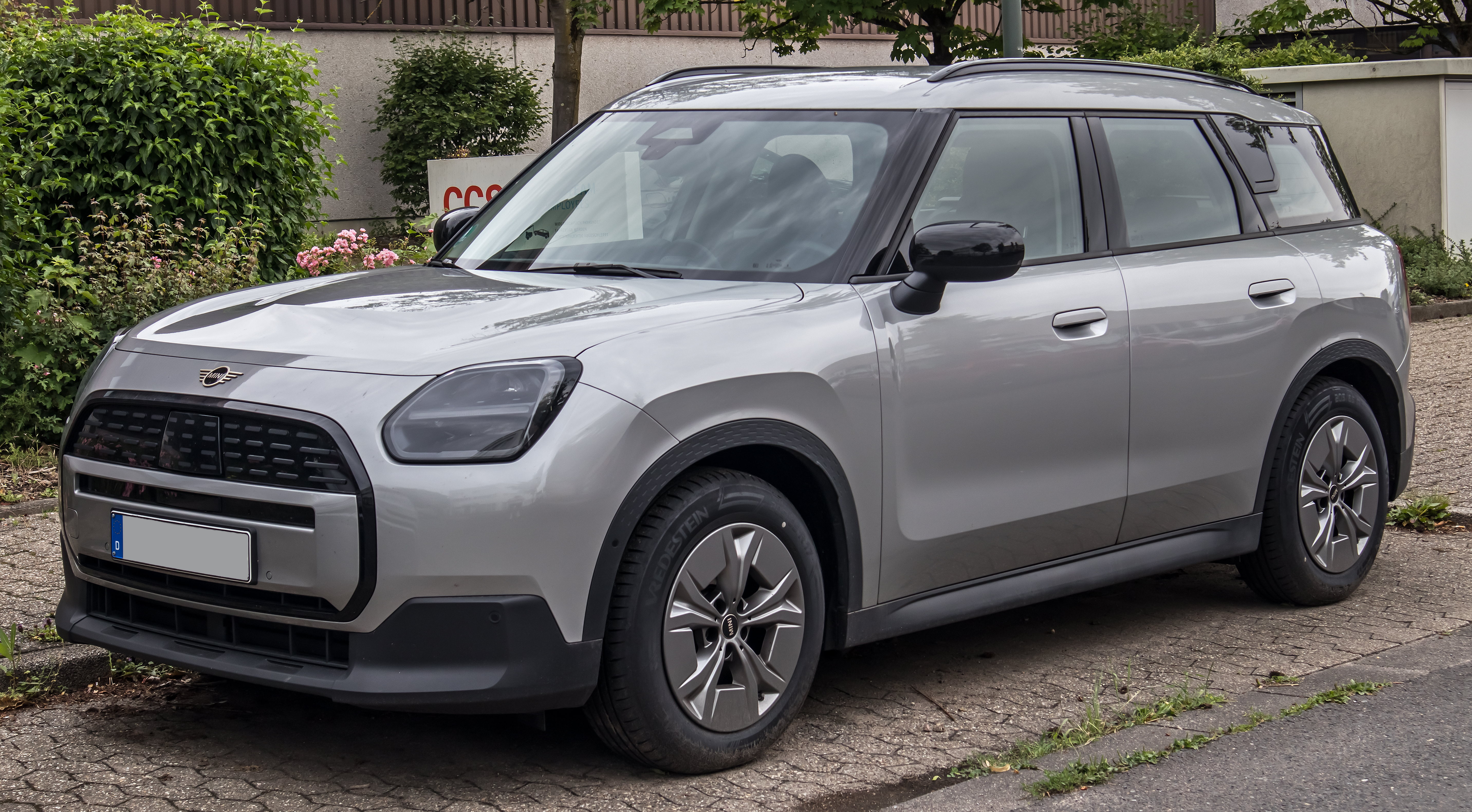
Mini Countryman Electric (seit 2023)
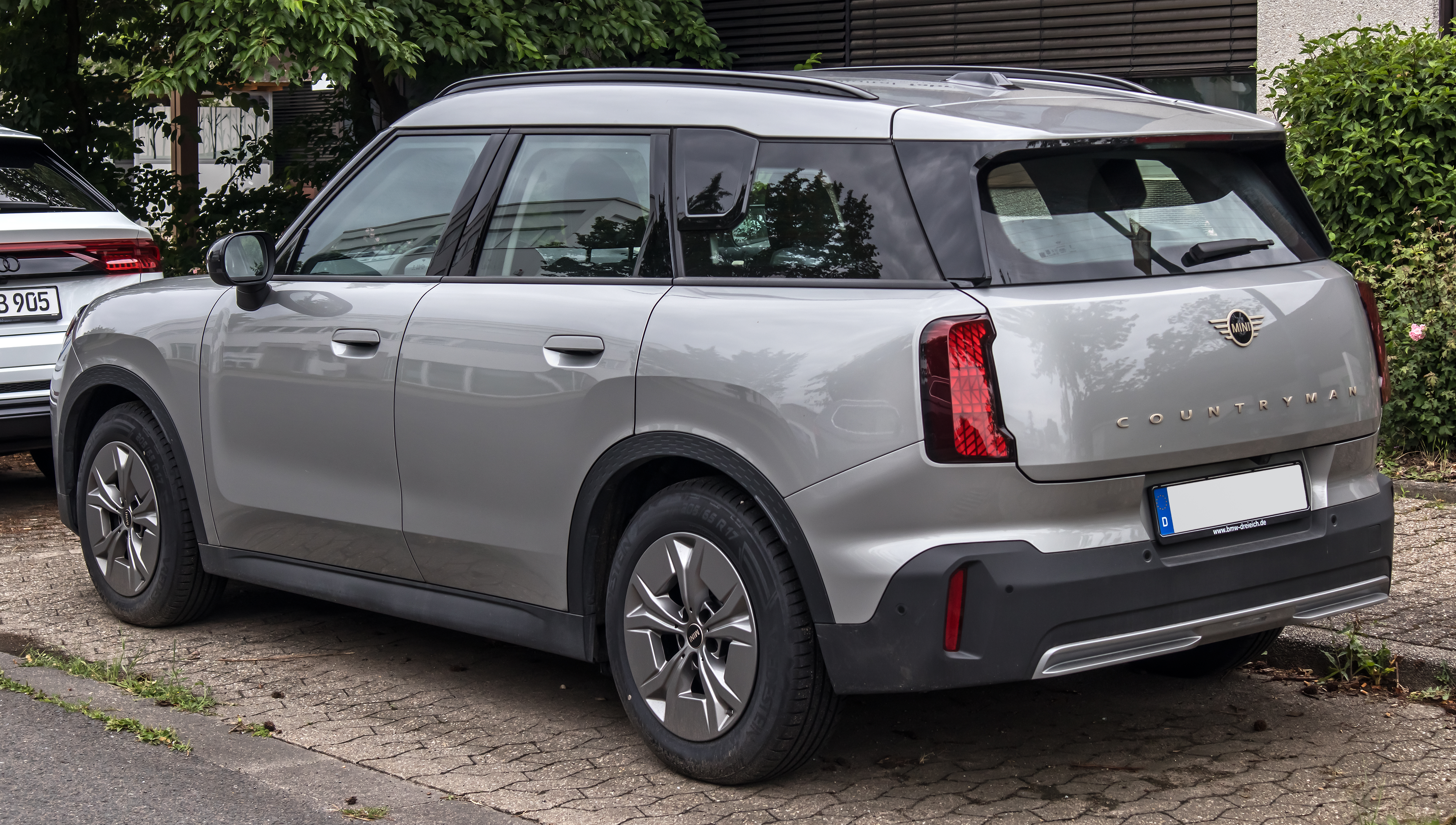
Heckansicht
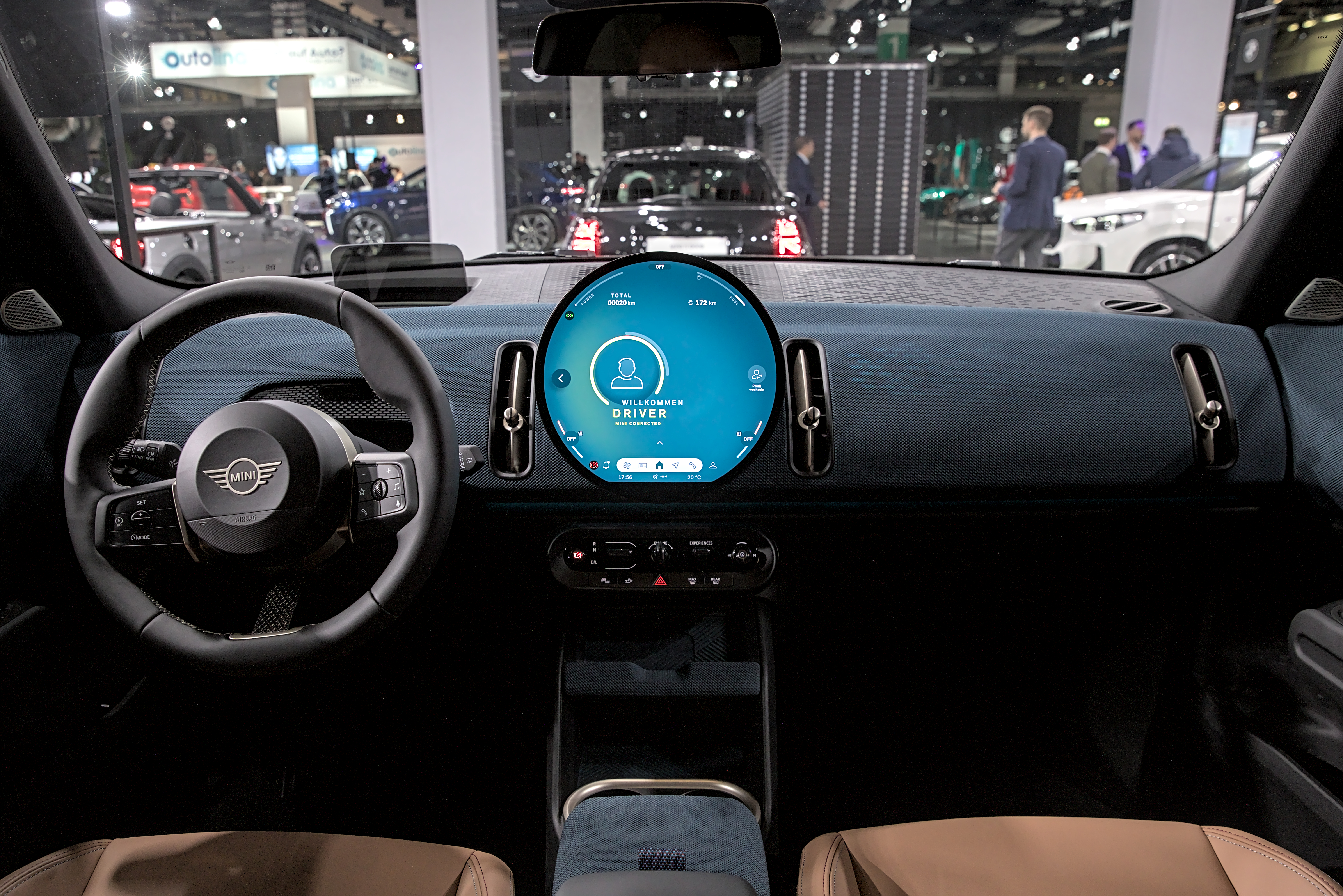
Armaturentafel mit rundem Touchscreen

### Technik
Gegenüber dem Vorgänger nahmen alle Abmessungen zu, die Länge um 13 cm. Die Elektroversion und die John Cooper Works-Variante haben einen cW-Wert von 0,26; da in den Luftwiderstand auch die (vergrößerte) Querschnittsfläche eingeht, steht diese dem recht guten cW-Wert entgegen. Ohne Umklappen der Rückbank fasst der Kofferraum 460 Liter. Die Basisversion hat einen 1,5-l-Dreizylinder-Turbomotor mit 125 kW (170 PS) Leistung und ein maximales Drehmoment von 280 Nm. Beim Beschleunigungen unterstützen durch das 48-Volt-Bordnetz 14 kW elektrische Antriebsleistung. Der Vierzylindermotor der John-Cooper-Works-Version hat verbesserte Kolben und Pleuel und leistet damit 221 kW (300 PS) und 400 Nm Drehmoment. In dieser Version beträgt die Höchstgeschwindigkeit 250 km/h. Die elektrischen Versionen haben einen Akku mit etwa 64 kWh Kapazität, die E-Version hat einen Motor hat etwa 150 kW (204 PS) und 250 Nm Drehmoment. Beim Allradantrieb (SE) sind es zwei Motoren, die zusammen 494 Nm Drehmoment erbringen.
Das Fahrwerk wird auch in einer sportlichen Abstimmung angeboten, darüber hinaus gibt auf Wunsch Dämpfer, die sich mechanik-basiert an den Straßenzustand anpassen.
Das runde Touchscreen-Display in der Mitte der Armaturentafel arbeitet mit OLEDs. Mit dem Driving Assistant Professional-Paket fährt der Countryman autonom auf Stufe 2. Innenraummaterialien wie die Oberflächen der Armaturen, das Lenkrad, Fahrzeughimmel und Fußmatten bestehen aus recyceltem Polyester; es wird aus PET-Flaschen und Teppichresten gewonnen. Die Rückbank lässt sich in Längsrichtung um 13 cm verschieben.
Als Sonderausstattungen gibt es verschiedene „funktionale Pakete“, die ähnlich Kleidergrößen mit XS, S, M, M+, L, XL bezeichnet wurden. Beim XL-Paket sind drei unterschiedliche Lichtsignaturen wählbar.

#### Technische Daten
|                                                        | C                              | S All4                         | JCW All4                       | D                                               | E                           | SE All4                     |
| ------------------------------------------------------ | ------------------------------ | ------------------------------ | ------------------------------ | ----------------------------------------------- | --------------------------- | --------------------------- |
| Bauzeit                                                | seit 11/2023                   | seit 02/2024                   | seit 11/2023                   | seit 02/2024                                    | seit 03/2024                | seit 03/2024                |
| Motorart                                               | Ottomotor als Mild-Hybrid      | Ottomotor als Mild-Hybrid      | Ottomotor                      | Dieselmotor als Mild-Hybrid                     | Elektromotor                | 2 Elektromotoren            |
| Motorbauart                                            | R3                             | R4                             | R4 (B48A20T20)                 | R4                                              | Fremderregter Synchronmotor | Fremderregter Synchronmotor |
| Gemischaufbereitung                                    | Benzindirekteinspritzung       | Benzindirekteinspritzung       | Benzindirekteinspritzung       | Common-Rail-Direkteinspritzung                  | —                           | —                           |
| Motoraufladung                                         | Twin-Scroll-Abgasturbolader    | Twin-Scroll-Abgasturbolader    | Twin-Scroll-Abgasturbolader    | Niederdrucklader mit variabler Einlassgeometrie | —                           | —                           |
| Ventile                                                | 12                             | 16                             | 16                             | 16                                              | —                           | —                           |
| Hubraum                                                | 1499 cm³                       | 1998 cm³                       | 1998 cm³                       | 1995 cm³                                        | —                           | —                           |
| max. Leistung bei 1/min (Verbrennungsmotor)            | 115 kW (156 PS)/4700–6500      | 150 kW (204 PS)/5000–6500      | 221 kW (300 PS)/5750–6500      | 110 kW (150 PS)/3750–4000                       | —                           | —                           |
| max. Leistung (Elektromotor)                           | 15 kW (20 PS)                  | 15 kW (20 PS)                  | —                              | 15 kW (20 PS)                                   | 150 kW (204 PS)             | 230 kW (313 PS)             |
| max. Systemleistung                                    | 125 kW (170 PS)                | 160 kW (218 PS)                | —                              | 120 kW (163 PS)                                 | —                           | —                           |
| max. Drehmoment bei 1/min (Verbrennungsmotor)          | 240 Nm/1500–4400               | 320 Nm/1500–4000               | 400 Nm/2000–4500               | 360 Nm/1500–2500                                | —                           | —                           |
| max. Drehmoment (Elektromotor)                         | 55 Nm                          | 55 Nm                          | —                              | 55 Nm                                           | 250 Nm                      | 494 Nm                      |
| Systemdrehmoment                                       | 280 Nm                         | 360 Nm                         | —                              | 400 Nm                                          | —                           | —                           |
| Getriebe, serienmäßig                                  | 7-Gang-Doppelkupplungsgetriebe | 7-Gang-Doppelkupplungsgetriebe | 7-Gang-Doppelkupplungsgetriebe | 7-Gang-Doppelkupplungsgetriebe                  | Festübersetzung             | Festübersetzung             |
| Antrieb, serienmäßig                                   | Vorderradantrieb               | Allradantrieb                  | Allradantrieb                  | Vorderradantrieb                                | Vorderradantrieb            | Allradantrieb               |
| Leergewicht in kg (EU)                                 | 1620                           | 1715                           | 1735                           | 1695                                            | 1940                        | 2075                        |
| Beschleunigung, 0–100 km/h in s                        | 8,3                            | 7,1                            | 5,4                            | 8,5                                             | 8,6                         | 5,6                         |
| Höchstgeschwindigkeit in km/h                          | 212                            | 228                            | 250                            | 208                                             | 170                         | 180                         |
| Kraftstoffverbrauch, nach WLTP, kombiniert in l/100 km | 5,9–6,2 l Super                | 6,5–6,9 l Super                | 7,8–8,3 l Super                | 4,6–4,9 l Diesel                                | —                           | —                           |
| Stromverbrauch, nach WLTP, kombiniert in kWh/100 km    | —                              | —                              | —                              | —                                               | 15,7–17,4                   | 16,8–18,5                   |
| CO2-Emissionen, kombiniert in g/km                     | 133–141                        | 147-156                        | 177–187                        | 120–127                                         | —                           | —                           |
| Akkukapazität                                          | 0,9 kWh                        | 0,9 kWh                        | —                              | 0,9 kWh                                         | 64,6 kWh                    | 64,6 kWh                    |
| Elektrische Reichweite (WLTP)                          | —                              | —                              | —                              | —                                               | 423–462 km                  | 399–432 km                  |
| Abgasnorm nach EU-Klassifikation                       | Euro 6e                        | Euro 6e                        | Euro 6e                        | Euro 6e                                         | —                           | —                           |

## Rallye-Sport
In der Saison 2011 nahm Mini mit einer in Zusammenarbeit mit Prodrive entwickelten World-Rally-Car-Version (1600 cm³ mit Turboaufladung) des Countryman an ausgewählten Läufen der Rallye-Weltmeisterschaft (WRC) teil. Mit den Werksfahrern Dani Sordo und Kris Meeke nahm das Mini WRC Team in der Saison 2011 an sechs Rallyes teil: Italien, Finnland, Deutschland, Frankreich, Katalonien und Wales. Der in Genf vorgestellte John Cooper Works S2000 des Prodrive-Teams startete bereits vom 24. bis 27. März bei der Rallye Portugal. Bei der Rallye Deutschland 2011 erzielte Dani Sordo den dritten Gesamtrang. Bei der Rallye Frankreich wurde er Gesamtzweiter. Bei der Rallye Dakar 2011 setzte das deutsche Privat-Team X-Raid erstmals einen Mini Countryman (Mini All4 Racing) als Wettbewerbsfahrzeug ein. Anders als in der Rallye-Weltmeisterschaft handelte es sich dabei um einen Geländewagen der Prototypen-Klasse, der technisch keine Verwandtschaft zu dem Serienfahrzeug haben muss, allerdings wurde die Silhouette dem Serienmodell des Countrymans nachempfunden. Am Ruhetag der Rallye Dakar schied Guerlain Chicherit nach einem Überschlag bei einer Testfahrt auf Gesamtrang 9 liegend aus. Bei der Abu Dhabi Desert Challenge 2011 holte Stéphane Peterhansel den ersten Sieg im MINI All4 Racing. Bei der Rallye Dakar 2012 trat das Team X-Raid mit fünf MINI All4 Racing an und konnte den Gesamtsieg sowie die Plätze 2, 4, 8 und 10 im Gesamtklassement „Auto“ erreichen. Ein erneuter Gesamtsieg sowie die Platzierungen 3 und 4 gelangen bei der Rallye Dakar 2013.
Schon im November 2016 wurde die Rallye-Version der nächsten Modellgeneration vorgestellt.